# Architettura italica e romana in Abruzzo

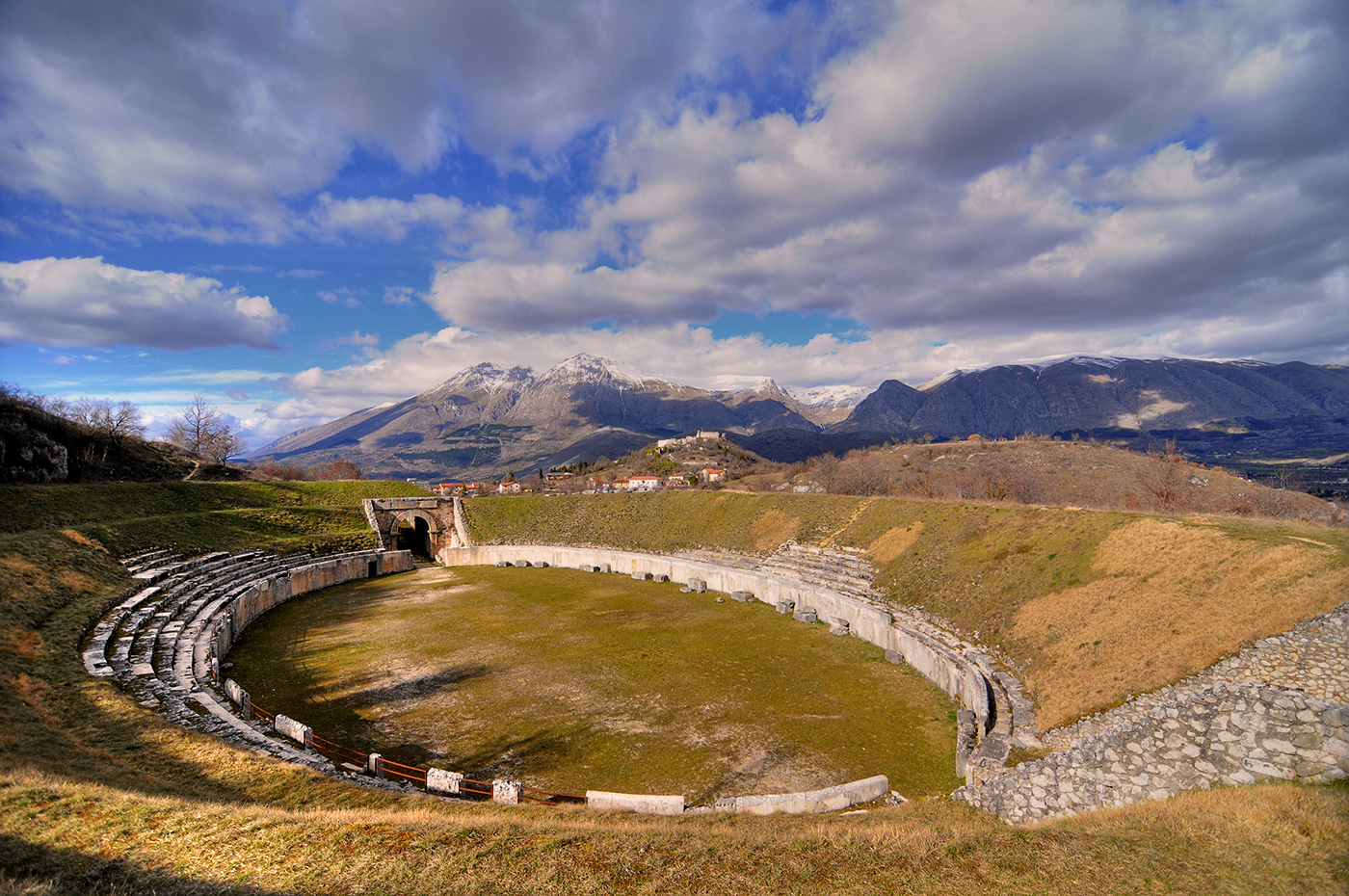
L'anfiteatro di Alba Fucens

La pagina illustra la storia dell'architettura italica e romana in Abruzzo, branca dell'architettura in Abruzzo.

## Resti del periodo italico

### Necropoli Comino
Si trova presso Guardiagrele nella contrada omonima. Fu scoperta da don Filippo Ferrari nel 1913 che poi allestì una collezione privata notevolmente arricchita nel 1998 da nuovi scavi e dall'istituzione del museo archeologico civico a Guardiagrele. Gli scavi hanno permesso di datare le varie stratificazioni temporali del sito, dal X secolo a.C. fino al III secolo. Nella prima fascia remota le tombe sono assai monumentali, il che fa pensare a figure nobili come la tomba 38 con lo scheletro ornato da oggetti di bronzo come spada, punta di lancia, fibula, rasoio rettangolare e bracciali.
Nella seconda fase dell'VIII-VI secolo ci sono tombe più semplici a tumulo che hanno restituito vari oggetti di bronzo e infine le tombe del IV-II secolo, con sepoltura molto profonda ma poco conservate. La tipologia tipica dei sepolcri di Comino è la fossa terragna a margini netti scavata nella breccia dove giaceva lo scheletro con il corredo e data la presenza di numerose tombe, specialmente quelle della prima fase con sassi che costituiscono i perimetro circolare, gli studiosi hanno ritrovato numerose somiglianze con la necropoli di Fossa. Benché questa appartenesse al popolo dei Carricini-Marrucini, mentre l'altra a quello dei Vestini.

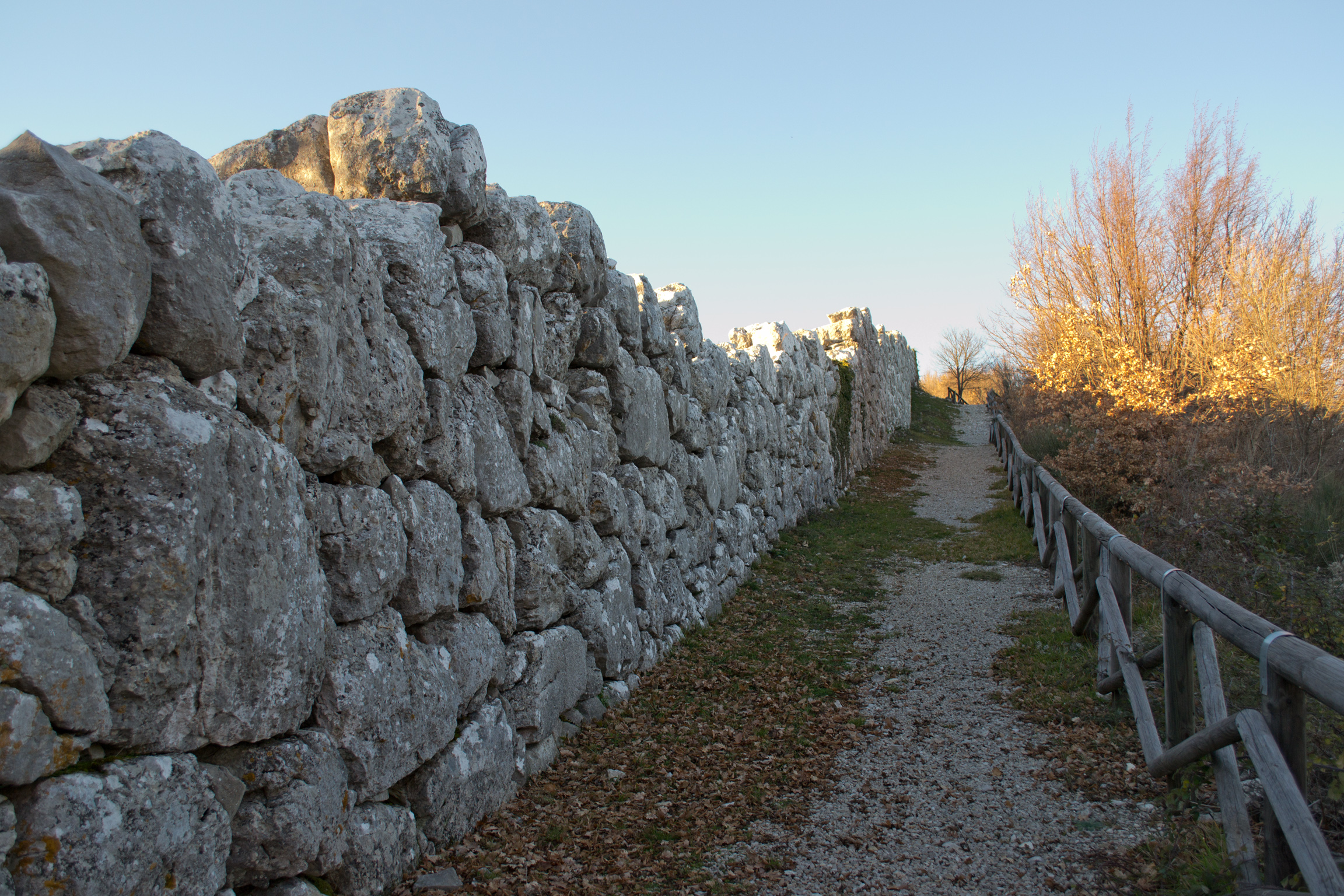
Mura di Pallanum

### Mura di Pallanum
Era un villaggio che si sviluppò nelle forme attuali intorno al V secolo a.C. e si suppone fosse stato fondato dalla tribù dei Lucani dato che il sito nei documenti della Cronaca di Farfva viene menzionato come "in Lucana" per le pertinenze del monastero benedettino di Santo Stefano situato nei pressi di Tornareccio. Le mura ciclopiche situate presso il Monte Pallano erano dette anche "mura Paladine" edificate a scopo protettivo e sono costituite da tre ingressi che nel corso dei secoli medievali diventeranno oggetto di leggende, raccolte dall'antropologo Giovanni Pansa. 
Porta del Piano, Porta del Monte e l'accesso dalla via del tratturo. Alcune abitazioni si trovano anche fuori dal perimetro murario e sono tipiche capanne a tholos erette con la pietra incastrata. Una lapide commemorativa a Lucio Cornelio Scipione Barbato, capostipite della famosa casata degli Scipioni romani, parla delle sue conquiste nel Sannio citando anche una certa "Loucanam" sottomessa. Forse si tratterebbe esattamente del villaggio di Monte Pallano dato che nel Medioevo nelle zone sorgerà il monastero di Santo Stefano "in Lucana". Con la conquista romana anche Pallanum cadde il nerf, il principe che controllava l'amministrazione, e venne sostituito dal meddix tuticus, magistrato romano.
Si ritiene che Pallanum rimase in attività come centro di controllo delle guarnigioni della valle fino alla caduta di Roma quando venne usato come riparo da viandanti e pastori dato che non si ebbero opere di incastellamento e infeudamento tipiche del primo Medioevo italiano.

### Necropoli di Ponte Messato
Si trova fuori Teramo sul Viale Cavalieri di Vittorio Veneto in località Cona. La necropoli si trova lungo la antica via Cecilia che da Interamnia portava ad Amiternum, è stata trovata anche una seconda necropoli che si trova nella zona tra Interamnia e Castrum Novum (Giulianova). Da quest'ultima provengono due iscrizioni funerarie con la menzione dei defunti: Archipeta Eunuchus, Valeria Praetuttiana, nonché un'altra di Quinto Poppeo, patrono del municipio della colonia riadoperata come coperchio di una tomba. 
I ritrovamenti di monete attestano l'uso di questa necropoli fino alla seconda metà del III secolo d.C.. Lungo il tracciato della stessa via, presso il fiume Vezzola, due urne in travertino testimoniano la probabile esistenza di una stanza sepolcrale con tombe a fossa. La zona di Ponte Messato è stata scoperta nel 1961 nei pressi della chiesa della Madonna della Cona e fu scavata a più riprese tra il 2000 e il 2008. Le tombe rinvenute appartengono a varie epoche a partire dal IX secolo a.C. fino all'età imperiale. La necropoli del periodo italico risale ai secoli IX-VI con tombe a inumazione mentre quelle del II secolo d.C. sono ad incinerazione con tombe a cappuccina. Gran parte del materiale dei corredi funebri è conservato oggi nel Museo archeologico "Francesco Savini", della necropoli c'è una particolare tomba imponente che raggiungeva i 3 metri di altezza con mausoleo allineato sulla strada dove 2 cippi gemelli indicavano i confini di proprietà dell'area sepolcrale del defunto "Sextus Histimennius".

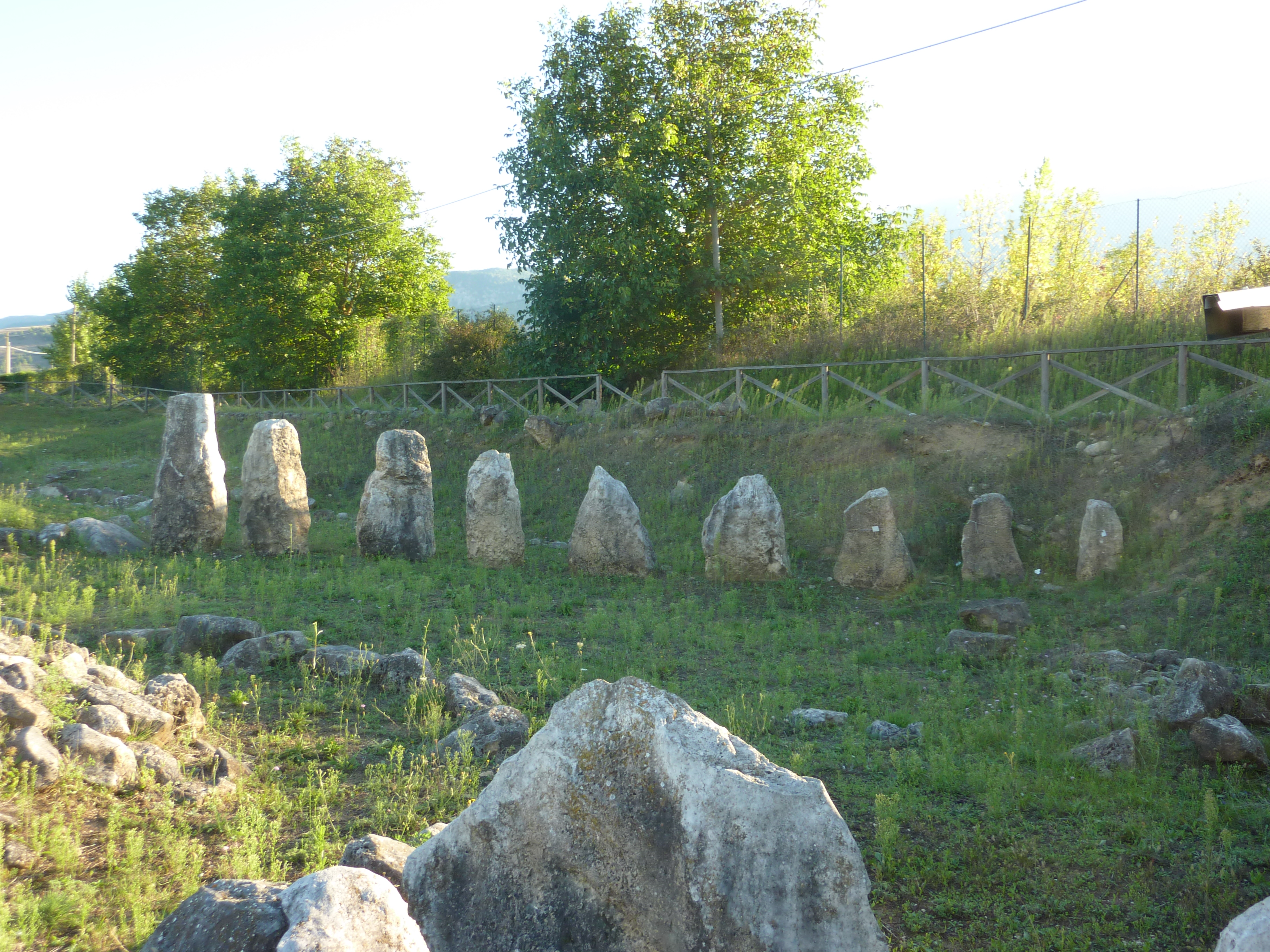
Necropoli di Fossa

### Necropoli di Fossa
Rappresenta il simbolo delle necropoli abruzzesi d'età neolitico-italica nell'antico sito di "Aveia", poi Fossa, data la sua stratificazione secolare, impiantata nel IX secolo a.C... Molti oggetti d'uso quotidiano fanno parte dei corredi funebri, come rasoi in bronzo di forma rettangolare ed armi di ferro, che testimoniano la credenza in un aldilà in cui il defunto avrebbe dovuto difendersi. 
Nelle tombe d'ambito femminile, che sono prive dei menhir disposti in modo circolare come nei sepolcri maschili, sono stati trovati preziosi ornamento in ambra, ferro e pasta vitrea. Le sepolture consentono la suddivisione in periodi: il periodo orientalizzante del VIII-VII secolo, che sono meno imponenti di quelle più remote del XII secolo a.C., e che sono scavate a tumulo, e successivamente v'è il periodo più tardo del IV-I secolo a.C., dell'età ellenistico-romana, dove le tombe ritrovano una certa monumentalità, con muratura, dromos di accesso e preziosi letti funebri rivestiti in osso e avorio scolpiti. La tomba 520 infatti ha un letto raffigurante le divinità di Dioniso, le Menadi ed Ercole.

### Necropoli di Campovalano
Campovalano è una contrada presso il comune di Campli (TE). La necropoli di questa contrada, i cui scavi sono stati effettuati dalla Soprintendenza negli anni '70, ha riportato alla luce 600 tombe, che abbracciano un arco cronologico che va dall'età del Bronzo alla conquista romana. Il corredo funebre della prima fase è molto semplice, caratterizzato da un solo oggetto decorativo posto sul torace dell'inumato. Nelle sepolture del VII-VI sec. a.C. si evidenziano cambiamento del sistema di sepoltura, con arricchimento dei corredi. La tomba n. 100, che per la grandezza, la monumentalità e la ricchezza del corredo, lascia immaginare che fosse quella di un personaggio d'alto rango sociale, poiché accanto al sepolcro sono stati rinvenuti i resti di un carro da guerra.
Questa fase delle sepolture è detta "regia", per la presenza dei sepolcri di vari capi della tribù, la tipologia dei sepolcri è a tumulo, con un diametro variante dai 4 ai 25 metri. Il corredo funebre sia per gli uomini che per le donne sono accomunati dalla presenza di ceramiche e vasi di bronzo, a significare la simbologia del banchetto funebre: nelle tombe maschili prevale il corredo composto da armi, mentre per le donne ci sono gli strumenti domestici per la cucitura, la tessitura, la filatura. Dopo la fase "monarchica", la più antica, e quella "repubblicana" del VI-IV secolo, segue quella "ellenistica" del III-I secolo a.C., con le tombe più semplici scavate a fossa, orientate verso sud, con i corredi in ceramica lavorati a tornio, frequentemente verniciate in nero. Nelle sepolture femminili si rinvengono numerosi strumenti per la cura del corpo, come netta-unghie, netta-orecchie, gingilli in bronzo e d'oro come orecchini, mentre nelle tombe maschili spariscono le armi, per lasciare spazio ad oggetti per la pratica sportiva.

### Recinti fortificati
Di epoca italica resta poco, a causa dei terremoti, delle ricostruzioni sopra i siti di centri nei secoli del governo di Roma, e succedutesi anche nei secoli a venire, nell'epoca longobarda. Tracce tipiche degli Italici, tipiche anche di Roma, erano le fortificazioni, o anche le muraglie di cinta, dei veri e propri valli, costruiti nel IV secolo a.C. per cercare di arrestare l'avanzata romana presso il Sannio.
In Abruzzo si riconoscono anche queste mura presso uno dei villaggi più interessanti, Pallanum di Tornareccio (CH), poi Peltuinum a Prata d'Ansidonia, i ruderi del castello di Cantalupo vicino Bolognano, le mura di Aufidena sopra Alfedena e di Colle San Giovanni col castello normanno di Castel di Sangro; si ricordano inoltre le mura del centro di Juvanum a Montenerodomo, dell'abitato neolitico di Fonte Rossi di Lama dei Peligni, di Colle del telegrafo a Pescara, e dei centri al confine tra Abruzzo e Molise dell'alto Sannio, come le mura sannitiche di Civitaluparella, Borrello, Rosello, di cui però rimangono debolissime tracce.

## Architettura romana

### Questioni generali
Delle antiche costruzioni dei popoli italici che dominavano l'Abruzzo si ha poco, poiché gran parte delle antiche città, e dei monumenti isolati edificati da Marsi, Marrucini, Sanniti, Peligni e Frentani, è stato riedificato o restaurato durante il governo romano dal I secolo a.C. al IV secolo d.C. Dell'epoca neolitica si conservano molto fedelmente, benché in maniera stratificata, le necropoli. Gli esempi di maggior interesse sono la necropoli di Fossa, la necropoli di Comino di Guardiagrele e la necropoli di Campovalano, usate già dal XII secolo a.C. circa, fino al II secolo a.C. La stratificazione più antica mostra delle tombe a circolo, con il perimetro scandito da menhir piantati sul terreno, e ricco corredo interno di oggetti e utensili per il defunto oltre la vita terrena; vale a dire che si tratta di tombe di personaggi nobili e di antichi re delle tribù. I ricchi corredi nella fase intermedia del VII-V secolo a.C. andò ridmensionandosi fino a una nuova fase di monumentalità di ambito ellenistico-romano nel III secolo a.C.

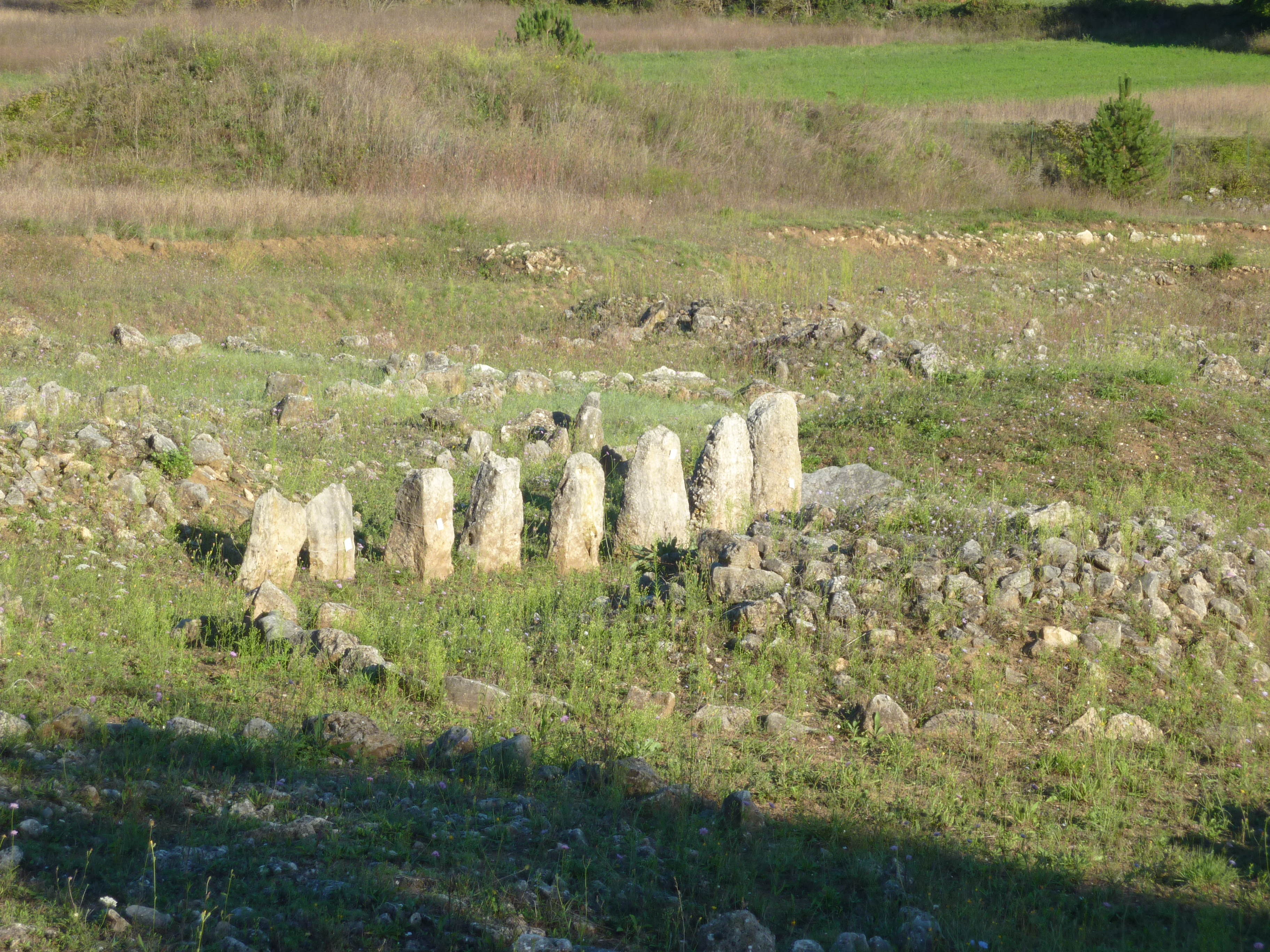
Menhir della necropoli di Fossa

L'arrivo di Roma in Abruzzo favorì lo sviluppo di piccoli villaggi rurali e delle antiche città capitali dei popoli come Marruvium, Teate, Anxanum, Interamnia, Amiternum. La monumentalità dell'architettura del II secolo a.C. - I secolo è ancora bene evidente nell'assetto urbano di alcune città quali Sulmona, Juvanum e Vasto (nel rione San Pietro), con il classico schema del castrum quadrato con cardo e decumano, poiché le varie stratificazioni delle epoche successive, soprattutto dal Medioevo in su, hanno alterato la configurazione orografica di molti antichi centri. 

### Innovazioni portate dai Romani in Abruzzo
Il monumentalismo, da non confondere con la corrente del fascismo, è molto evidente nelle strutture pubbliche quali teatri, anfiteatri, basiliche, fori, impianti termali, templi.
Nella provincia dell'Aquila gli esempi più riusciti e meglio conservati sono la città di Alba Fucens nella Marsica e l'area archeologica di Amiternum. Alba Fucens sorse come una città militare nel 304 a.C.per sorvegliare dal Velino la piana del Fucino, e con la definitiva colonizzazione romana fu ingrandita con strade, piazza e templi. Mirabile è l'anfiteatro romano scavato nella roccia, una delle strutture costruite nelle zone più elevate d'Italia, insieme al complesso viario di cardi e decumani, con strade maggiori via dei Pilastri e via dei Macelli. Si conservano anche il tempio di Ercole, e ciò che resta del tempio di Apollo, inglobato nella medievale chiesa di San Pietro in Albe.

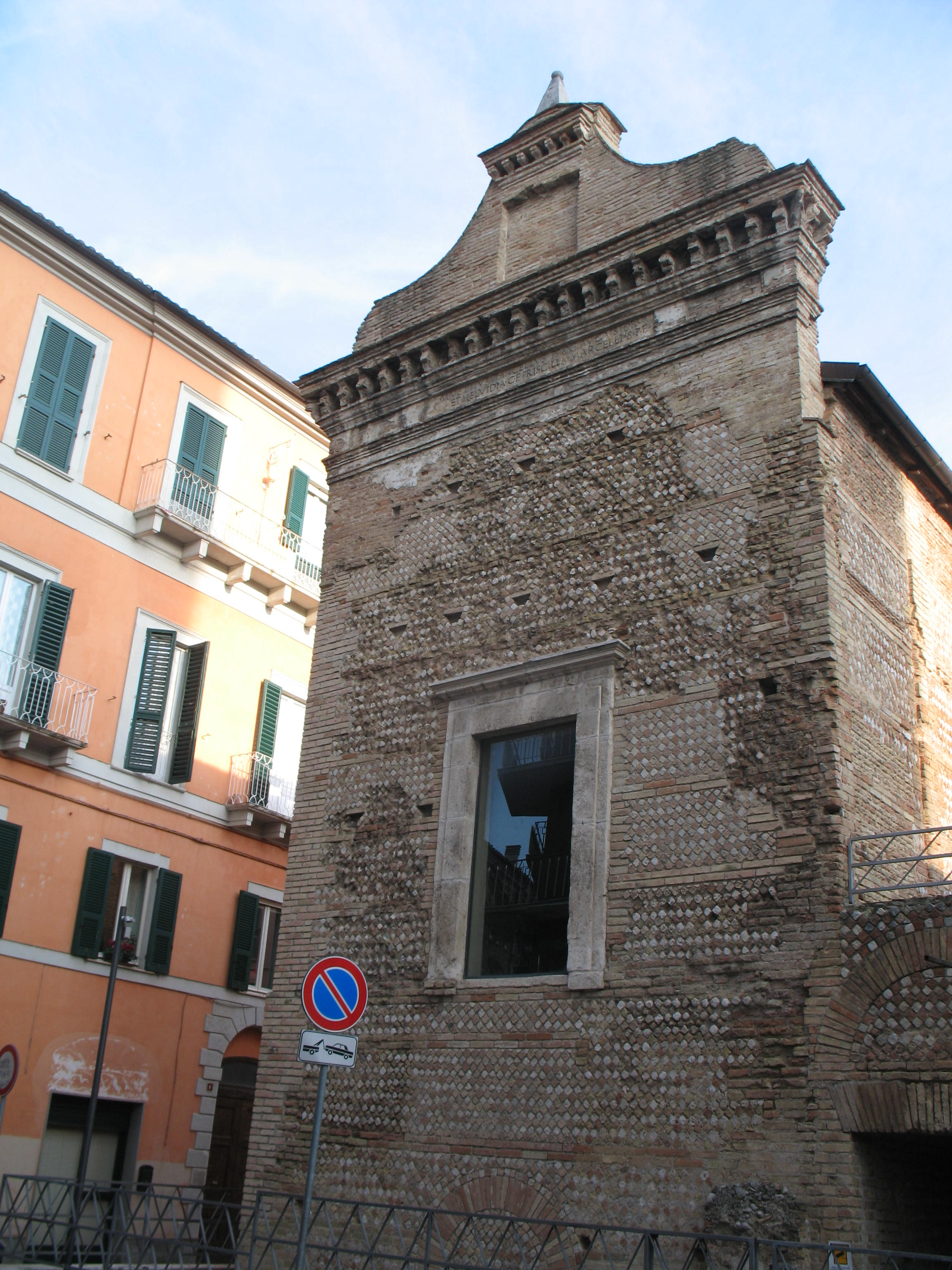
Il tempio maggiore di Chieti dei Càstori (piazza Tempietti Romani)

### La ricostruzione templare: esempi di Amiternum e Teate
Amiternum invece è stata più volte ricostruita, dall'antico oppidum sul colle di San Vittorino (presso L'Aquila) fino al foro centrale sulla sponda dell'Aterno, dove oggi si trovano l'anfiteatro romano con la scuola dei gladiatori. Solitamente, in base ai restauri e alle tecniche usate per la maggior parte delle architetture nel territorio abruzzese, si può fornire la datazione intorno al I-II secolo d.C., con materiale in opus mixtum, opera cementizia e opus reticulatum per le terme, i templi, i teatri, soprattutto per le architetture di Chieti e Teramo.
Chieti conserva molto dell'antica città capitale dei Marrucini, grazie alle opere del console Marco Vezio Marcello, che restaurò i templi della Triade Capitolina, ancora ben conservati, soprattutto il tempio dei Dioscuri, in quanto fu trasformato nella chiesa di San Paolo (VII secolo ca.), realizzato con la tecnica dell'opus reticulatum. Si conservano parte dell'anfiteatro romano del rione Civitella, nel punto più alto della città, collegato a un sistema museale archeologico, il complesso di cisterne sotterranee (di cui si ricorda il percorso più grande della via Tecta, accessibile dal palazzo de' Mayo sul corso cittadino), con ambienti voltati a botte che convogliavano le acque fino al complesso delle terme romane nel lato est della città, che presentano tracce di mosaico, nello stile tipico pompeiano del I secolo, con tessere nere su sfondo bianco, tecnica riproposta anche nelle terme di Histonium a Vasto, e in alcuni mosaici delle varie domus di Teramo sparse nei seminterrati del centro storico, eccetto il "Mosaico del Leone" di Palazzo Savini, molto più elaborato.

### I templi di Teate ed Anxanum
Tornando a Chieti, alcuni mosaici sono stai rinvenuti in antiche domus presenti lungo la via centrale del Corso Marrucino, sopra cui oggi sorgono palazzi settecenteschi, nella Piazza San Giustino, mentre nella zona di Santa Maria Calvona è stata rinvenuta una necropoli popolare, visti i corredi molto poveri (la necropoli dei patrizi si trovava nell'attuale cimitero di Sant'Anna), e nel quartiere Civitella il frontone di un tempio appartenente a periodo marrucino pre-conquista romana, quando l'area sacra si trovava proprio sulla Civitella, anziché nella Piazzetta dei Templi. 

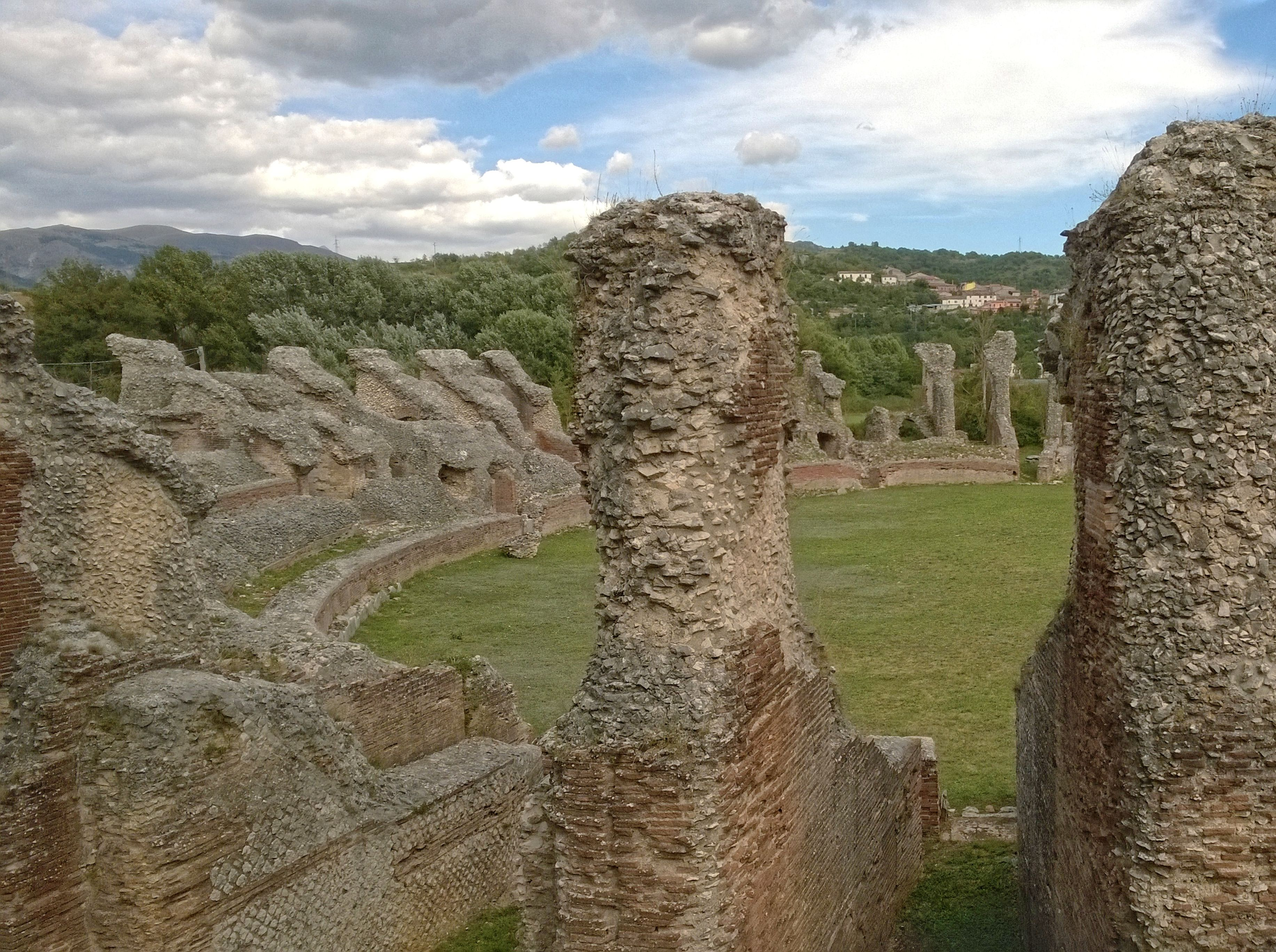
Anfiteatro di Amiternum

Tralasciano gli altri importanti mosaici delle domus e delle terme di Vasto e Teramo, nella provincia di Chieti altri esempi di architettura, sufficientemente conservati, si hanno a Lanciano e Montenerodomo, nell'area archeologica di Juvanum, anche se ci sono molti altri esempi. Lanciano, secondo gli storici Pietro Pollidori, Giacomo Fella, Domenico Romanelli e Domenico Priori, aveva una decina di templi: il tempio di Giove presso le torri Montanare, il tempio di Marte presso la Cattedrale della Madonna del Ponte, il tempio di Giunone Lucina presso la chiesa di Santa Lucia, il tempio di Apollo presso Santa Maria Maggiore, un teatro nella zona del palazzo arcivescovile, il complesso termale sotto il Palazzo De Crecchio, il tempio di Pellina in Piazza dei Frentani, dove venne costruita la chiesa di San Maurizio e il tempio di Minerva sotto la chiesa di San Biagio, dove venne eretta la cappella di San Giorgio.
Ancora alcune testimonianze di queste strutture sono parzialmente leggibili, per lo più lastre e lapidi. Meglio conservato è il complesso sotterraneo di Piazza Plebiscito, del Ponte di Diocleziano e della cisterna romana sotto il convento di San Legonziano, sopra cui oggi sorge il santuario di San Francesco del Miracolo Eucaristico. Il ponte, come riporta una lapide rinvenuta nel Settecento dallo storico Omobono Bocache, fu realmente edificato nel III secolo sotto il governo di Diocleziano, per facilitare il passaggio dalla città romana al campo della Fiera, e dall'XI secolo in poi venne stravolto e modificato ripetutamente. Resti di capanne protostoriche e dell'antico foto romano invece sono stati scoperti nel percorso sotterraneo che porta fino alla cisterna di San Legonziano.

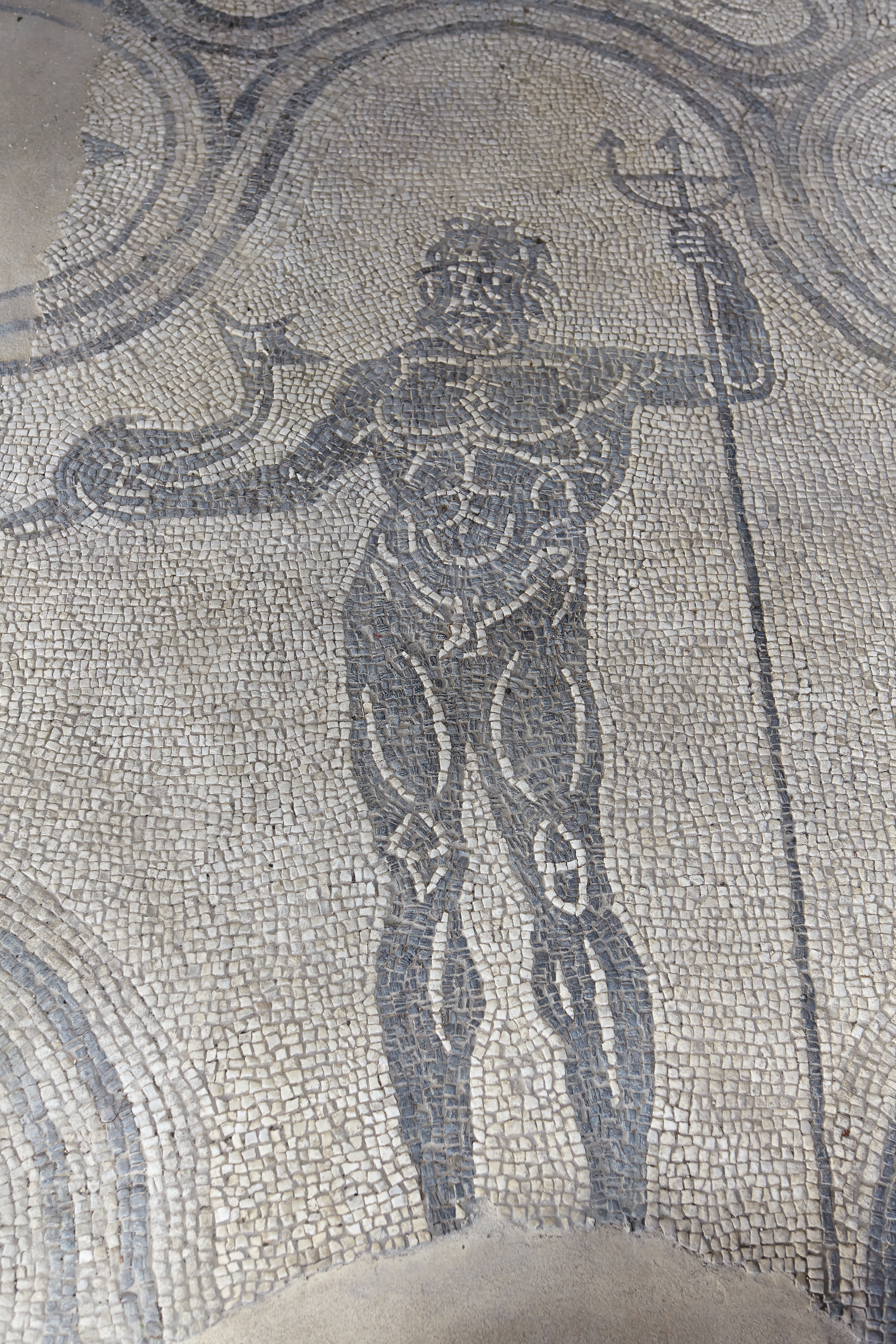
Mosaico del Nettuno nelle terme di Vasto

### Sviluppo delle città minori: Juvanum e Pallanum
La città di Juvanum sorge su una piana molto favorevole allo sviluppo edilizio, da cui si spiega il voluminoso impianto urbano della città dei Carricini, seconda solo ad Alba Fucens in Abruzzo per la conservazione del sito stesso. Sono leggibili il cardo e il decumano, la pianta delle case, della basilica, del foro, dei templi maggiori, e delle porte di accesso. Accanto al sito si trovano anche i resti dell'abbazia di Santa Maria in Palazzo, mentre in leggera pendenza, per sfruttare il declivio del colle montuoso, si staglia il teatro romano. Questa tecnica di sfruttamento geologico è stata usata anche per il teatro di Amiternum, del teatro romano di Chieti a Porta Napoli, e a Teramo, per il teatro romano in Piazza Orsini.
Nella valle Frentana di grande interesse si conserva il villaggio tardo neolitico di Pallanum, che sorge sul monte omonimo, nel comune di Tornareccio, composto da mura di cinta a blocchi di pietra ciclopica incastrati tra loro, con casermette all'interno dell'area, e tre porte di accesso. 

### La città di Histonium
Si tratta del miglior esempio di villaggio proto-storico pastorale usato per la difesa e la guardia della valle del Sangro, più che per uso abitativo. Scendendo ancora più in basso nella provincia di Chieti si trovano i siti più meridionali del popolo Frentano, dell'antica Histonium a Vasto, e dell'area sacra dei templi italici di Schiavi d'Abruzzo, nelle montagna a confine con il Molise isernino degli antichi Pentri.
Questa città si sviluppò prevalentemente con l'arrivo romano, perché prima era solo un villaggio di pirati, e dalle lapidi conservate nel Museo archeologico di Palazzo d'Avalos si desume che i consoli della città nel I secolo si dettero da fare per restaurare e abbellire i monumenti quali i templi, le terme, i teatri e l'anfiteatro monumentale di Piazza Rossetti, oggi interrato. 
La città romana del quartiere San Pietro (o Guasto d'Aimone), era ben organizzata con un sistema viario di cardi e decumani a scacchiera, ancora oggi molto ben evidente nelle direttrici di Corso Dante e Corso Plebiscito, che si differenzia molto dal quartiere medievale di Santa Maria Maggiore, più avvolto a spirale attorno alla chiesa. Dagli studi già effettuati nell'Ottocento da Luigi Marchesani sugli acquedotti
, Histonium dovette essere una delle più grandi città di periferia del Sannio abruzzese, con un sistema all'avanguardia di acquedotti e cisterne, usati anche nel Medioevo. Il complesso di cisterne è stato rinvenuto in varie parti del centro storico, soprattutto nel Largo Santa Chiara, dove si trovava il convento, mentre degli acquedotti, il più importante fu quello del Murello, che da viale Incoronata portava l'acqua fino a Piazza Rossetti, alimentando dunque anche l'allagamento artificiale dell'anfiteatro per le naumachie, e proseguiva a sud verso contrada Sant'Antonio. 

### Le terme di Histonium
Dei templi dovevano esistere presso i luoghi dove oggi sorgono le principali chiese del rione San Pietro, con fonti attestate nell'area della chiesa di Santa Maria delle Grazie e dell'ex parrocchia di San Pietro, edificata sopra il tempio di Cerere. Ciò che resta di più palpabile dello splendore romano istoniese è il complesso delle terme di Vasto presso l'ex convento dei Francescani di Sant'Antonio di Padova. Il complesso sorgeva sotto il palazzo conventuale, demolito negli anni '50, ed è possibile leggere i vari ambienti come il tepidarium, il frigidarium e il calidarium, anticamente tutti mosaicati nella zona del pavimento, mentre oggi restano alcuni elementi, come l'ambiente del "mosaico di Nettuno", attorniato da delfini e creature marine mostruose, che hanno portato a fare analogie con i mosaici delle terme di Ostia antica per la ricercatezza e il particolarismo delle forme e dei volti. La tecnica è quella delle tessere a ciottoli di fiume nere e bianche messe su uno sfondo geometrico, la stessa tecnica usata anche per il santuario di Ercole Curino a Sulmona, benché il mosaico di lì fosse stato composto di tessere policrome e festoni più ricercati, nel pieno stile pompeiano.

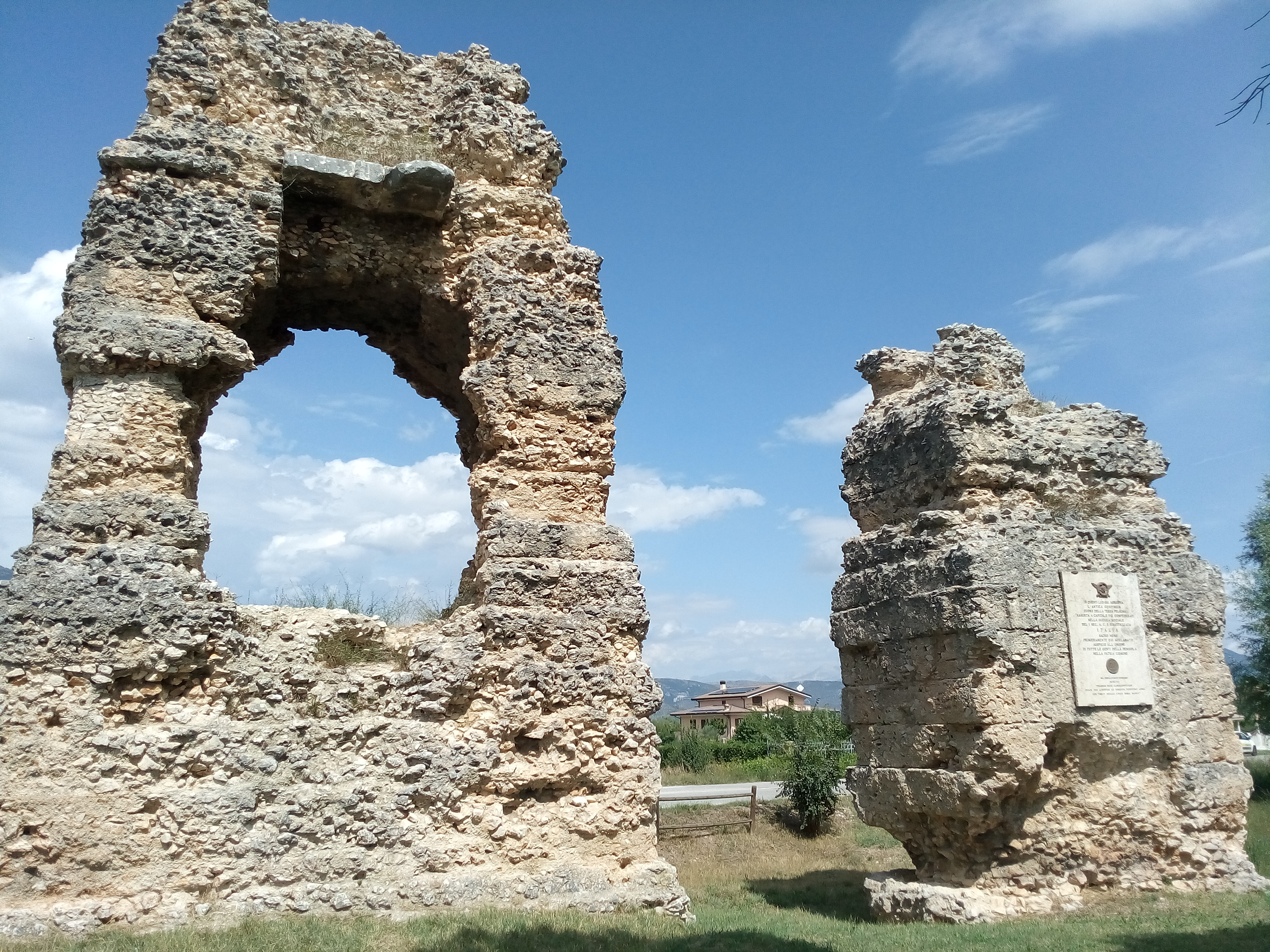
I due "morroni" funebri di Corfinium, presso la Basilica di San Pelino a Corfinio

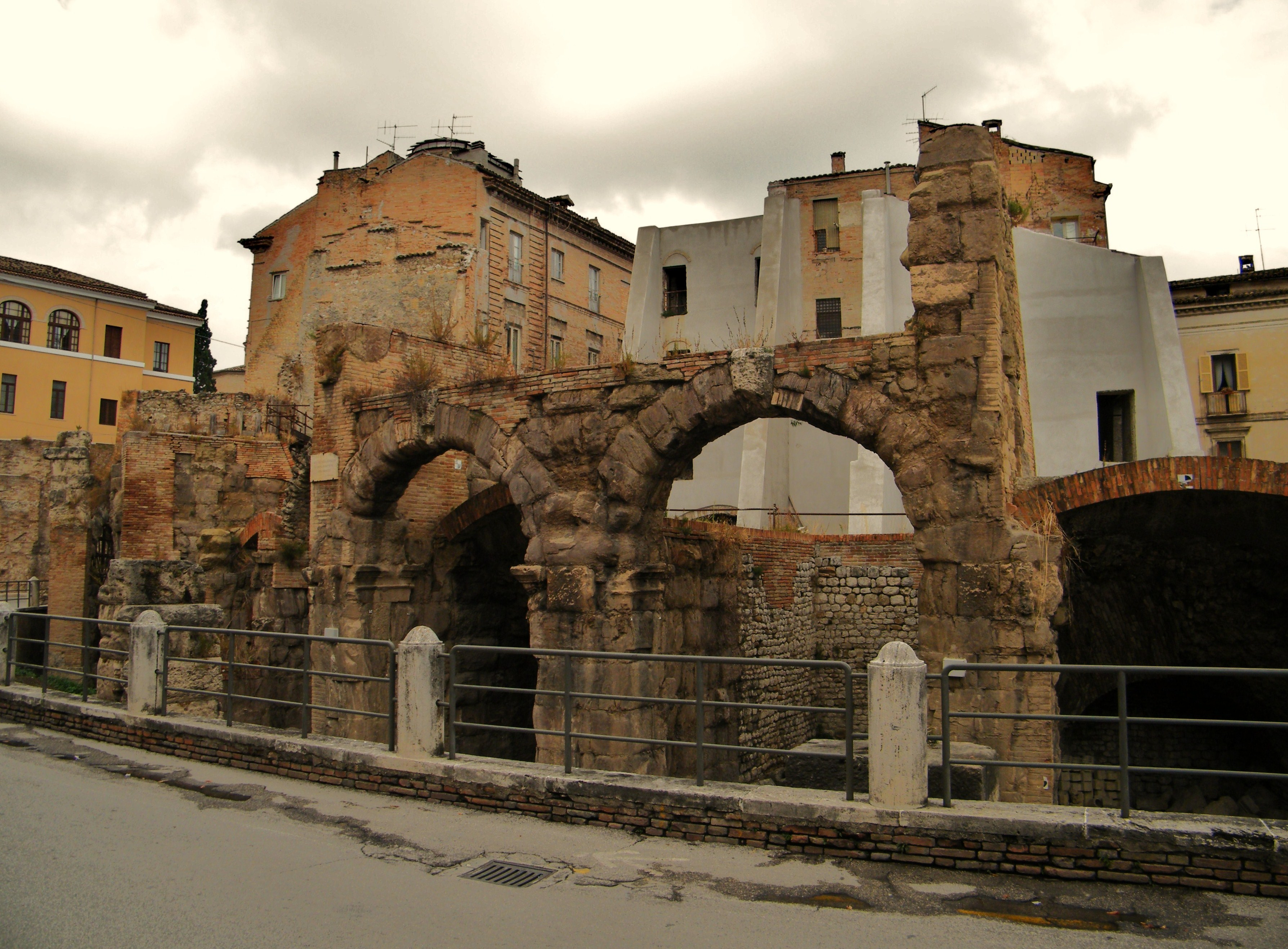
Teatro romano di Teramo

### Centri di fondazione romana: l'esempio di Castrum Novum e Interamnia
Nella provincia di Teramo sono stati rinvenuti numerosi reperti sia nella capitale dei Pretuzi che nelle cittadine principali quali Hadria (Atri) e Castrum Novum (Giulianova). Il patrimonio più consistente però si trova a Teramo, rappresentato innanzitutto dall'anfiteatro e dal teatro romano. Il primo è poco conservato, se non nell'impianto e nelle mura perimetrali, poiché vi fu eretto il Seminario vescovile, mentre il teatro romano per metà è conservato, poiché presso la scena sono stati edificati dei palazzi. Lo stile è simile ai teatri di Chieti e L'Aquila, in opus mixtum e cementicium. Di grande interesse sono i mosaici rinvenuti sotto diversi palazzi, come la domus di Largo Torre Bruciata, sopra cui nel VI secolo venne eretta l'antica Cattedrale di Santa Maria Aprutiensis, la domus del Mosaico di Bacco, la domus di Largo Madonna delle Grazie e la domus del Leone, il cui mosaico rappresenta il manifesto dell'arte pavimentale teramana. Lo stile pompeiano è portato al suo culmine nel particolarismo e la ricercatezza dei dettagli nella figura della belva che ghermisce una serpe, con un primo piano della facciata con le fauci spalancate, che guardano direttamente lo spettatore. Il disegno è incluso in uno sfondo a cornice in tessere bianche e nere disposte a formare un contesto geometrico di motivi decorativi animaleschi e arabeschi, e l'incasso fa parte di un sistema di "quadri" che adornano tutto il pavimento della domus, con diversi disegni.

## Le città romane

### Amiternum

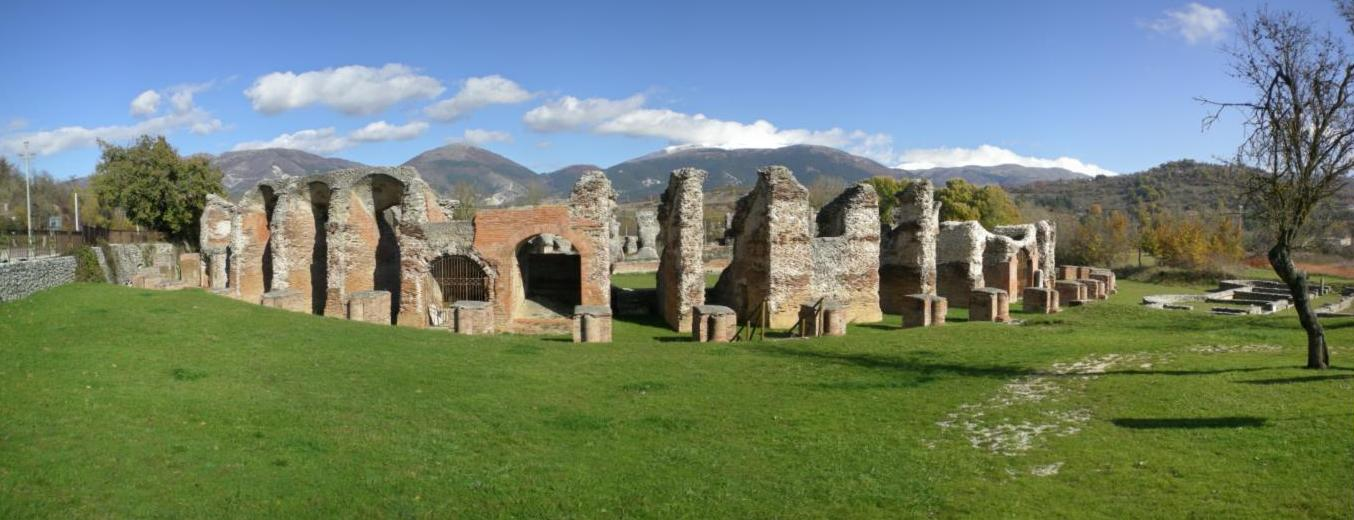
Anfiteatro di Amiternum

L'antica città dei Sabini si trova sul colle di San Vittorino, tra Coppito e Pizzoli, capitale dei Vestini aquilani, e importante città sino al IX secolo, Marco Terenzio Varrone sosteneva che i cittadini si chiamassero Atermini in quanto risiedevano presso il fiume Aterno., e dello stesso parere erano Catone il Vecchio e Dionigi di AlicarnassoLa città dette i natali ad Appio Claudio Cieco e allo storico Gaio Sallustio Crispo. Dell'antica città italica poco rimane, in quanto l'abitato subì varie trasformazioni e anche distruzioni per terremoti e invasioni barbariche, soprattutto dal VII secolo in poi. Nel 293 a.C. fu conquistata dal console Manio Curio Dentato, che vi installò le tribù Quirina e Velina. L'antico oppidum italico sul colle di San Vittorino, come dimostra la presenza del teatro romano, si andò spostando sulla riva del fiume, più a valle, nell'area dell'anfiteatro romano di Amiternum. 
Nel 27 a.C. la città divenne municipium, e durante l'età augustea la città vide il suo apogeo con grandi costruzioni di teatri, templi, strade e fori. Dalle epigrafi si sa che la città era divisa in due da un cardo, nella zona nord c'era il centro con il foro romano, in seguito il complesso termale sulla sponda destra del fiume, e lì anche due acquedotti, che furono usati anche dalla città nuova d'Aquila nel Medioevo. La città divenne anche centro fiorente dei traffici commerciali e della transumanza, visto che si trovava in posizione favorevole lungo la via Tiburtina Valeria, ma nel 574 d.C. dopo un periodo di crisi, venne distrutta dai Longobardi e inclusa nella provincia Valeria della Marsica. Nell'epoca longobarda Amiternum era un feudo, già in decadenza, dei signori della provincia di Valva, le terre erano invece di proprietà dell'abbazia di Montecassino e Farfa, che avevano la loro cella di Santa Maria, dipendente a sua volta dallo scomparso monastero di San Mauro, che stava nord-ovest del fiume e dalla strada statale 80. La cattedrale di Santa Maria fu la prima sede della diocesi di Amiterno, successivamente dal IX secolo spostatasi presso la chiesa di San Michele, fondata dai Longobardi dentro il castrum, ricavato dall'originaria fortificazione italica di Amiterno.
Un recente studio dell'Università dell'Aquila ha mappato i resti degli edifici di Amiternum, oltre ai famosi anfiteatro e teatro, sono state trovate le tracce della domus gladiatoria, del complesso termale, del Foro, di una domus patrizia, a est della strada statale 80, nelle vicinanze del teatro (a sud), mentre a nord dell'anfiteatro sorgevano la Basilica pubblica, la via Cecilia, che portava a Castrum Novum (Giulianova), poco più a sud dell'anfiteatro invece, nel cuore della piana, sorgeva la cattedrale di Santa Maria, di cui restano dei resti sporgenti dal terreno.
Dopo che venne progressivamente abbandonata dai cittadini che parteciparono nel 1254 a fondare la nuova città, insieme ad altri castelli ella zona, nel 1878 furono condotti gli scavi archeologici per riscoprire l'antico tesoro di Amiternum. Vennero alla luce un calendario liturgico, il teatro e l'anfiteatro, nella zona "Ara di Saturno". La scena è lunga circa 60 metri, presenta molti elementi di interesse che accomunano questo monumento al Colosseo romano, con muratura in opus reticulatum.

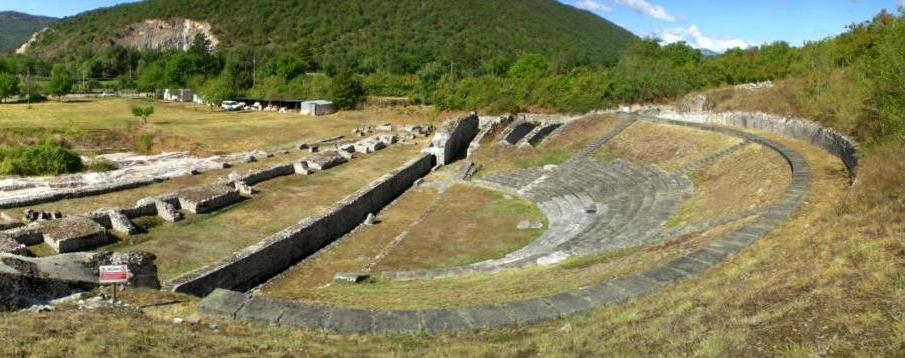
Il teatro romano di Amiternum

### Peltuinum
Altro grande importante centro della vallata dell'Aterno, situato però nella piana di Navelli, lungo il tracciato della Tiburtina Valeria, è il sito di Peltuinum. Il territorio si trova tra gli attuali comuni di Prata d'Ansidonia e San Pio delle Camere, coi castelli di Tussio, Castelnuovo, i quali anch'essi prelevarono materiale edilizio, le prime campagne di studio furono avviate tra il 1982 e il 1965, in collaborazione della Soprintendenza con l'Università degli Studi La Sapienza: nel corso dei primi scavi furono scoperte le mura di cinta nell'area meridionale. La città fu fondata dai Vestini nel III secolo a.C., come dimostra lo stile delle mura, e dopo la conquista romana furono erette le grandi strutture pubbliche, e la città divenne una florida stazione commerciale perché posta sulla via Tiburtina e sul tratturo che collegava Amiternum con la Puglia, e da lì si dipartiva la via Claudia Nova, edificata dall'imperatore Claudio nel 47 d.C. 
L'edilizia dei monumenti oggi conservati consiste in edifici in opus cementicium con paramento reticolato sostituito in tratti da blocchetti. Si conservano, dell'epoca pre-romana, un tratto della cinta muraria in mattoni a doppio andamento, con porta dal doppio fornice, racchiusa tra due torri di guardia a pianta semi-ellittica, insieme al tempio di Apollo ed a un teatro romano, conservato in parte perché divenuto cava di prelievo per la vicina chiesa di San Paolo di Peltuinum. Il tempio di Apollo era quadrato, con pronao a colonne d'ordine corinzio, tre colonne sul prolungamento delle ante, orientato a nord. Le cella era grande 17x10 metri, e la pavimentazione era in opus sectile.

### Sulmona e il santuario di Ercole Curino

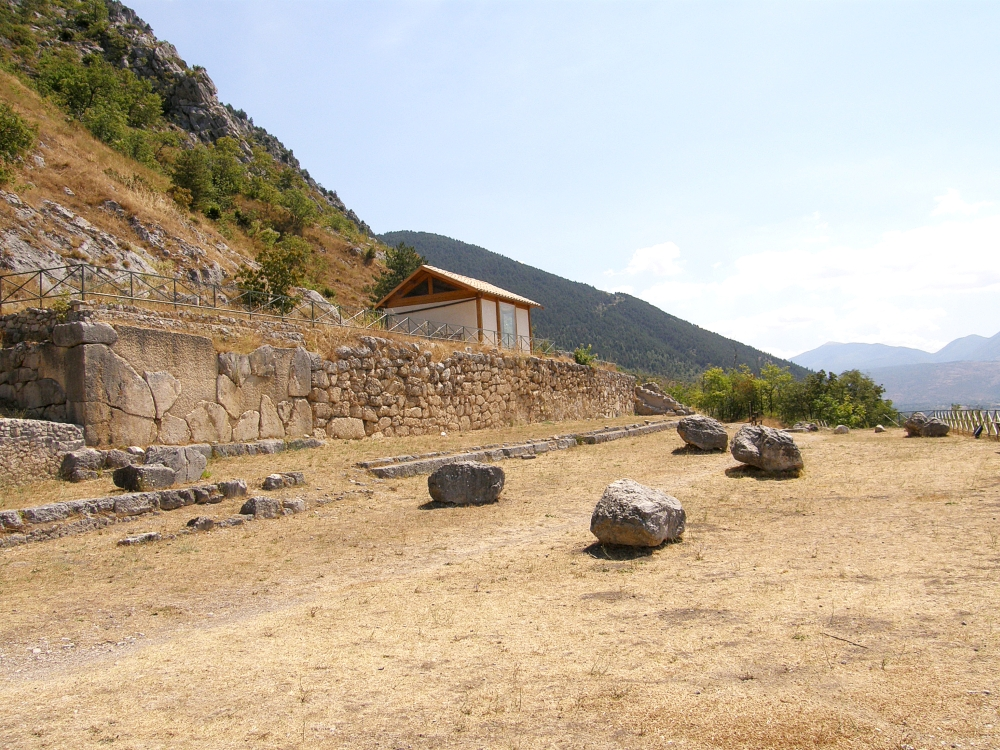
Il santuario di Ercole Curino a Sulmona

Nella Valle Peligna, i cambiamenti sono stati apportati alle tre principali città di Sulmona, Corfinio e Ocriticum (oggi Cansano). Nella Marsica invece si hanno importanti reperti nella domus romana di Avezzano, nel complesso termale di Marruvio, nell'anfiteatro di Alba Fucens, e nei cunicoli di Claudio, che rappresentano il primo tentativo di prosciugamento del Fucino. Per quanto riguarda Sulmona fu restaurato il santuario di Ercole Curino fuori le mura, esistente sin dal IV secolo a.C., seguendo lo stile di matrice ellenistica, e laziale romana.Il complesso del tempio si articola su due livelli di terrazze, con muro in opera cementizia. 
Al di sopra di questi muri c'è il piazzale con 14 ambienti a volta a botte, sul secondo terrazzo che è maggiore, si trovava il tempio, di cui rimane la cella sacra, in posizione più elevate, che era circondata dal piazzale e dall'ordine delle colonne. Questo sacello conserva mosaici parietali e pavimentali con motivi decorativi ellenistici, ornamenti in tralci vegetali, animali, delfini, palmette, delle folgori che alludono alla forza di Giove, padre di Ercole, dedicatario del tempio. Una lapide attesta il restauro curato da Caio Settimio Popilliano, conservata nel museo civico di Sulmona. 

### Impianto della città di Sulmona
Sulmona, alla pari di Teramo, ossia l'antica Interamnia, e Histonium (quartiere San Pietro) rappresenta l'esempio meglio riuscito dell'impianto urbano romano a scacchiera. Ancora oggi è visibile la differenza netta dell'impianto più raccolto e con assi ortogonali ben definiti, del tracciato del Corso Ovidio dalla scomparsa porta Sant'Agostino (piazzale Carlo Tresca) fino alla piazza Garibaldi, questo cardo principale tagliava la città, il decumano era via Antonio De Nino (ex via Porta Iapasseri) e via San Cosimo; il perimetro del "quadrilatero sulmonese" è costituito da piazzale Carlo Tresca, via di Porta Romana, via Porta Molina, via G. Quatrario, via Mazzara presso porta Filiamabili, via Roma, via Morrone, via G. Pansa, Porta Ipaasseri (oggi scomparsa), la Circonvallazione Orientale ritornando alla villa pubblica.
La parte di abitato che abbraccia piazza Garibaldi (anticamente piazza Maggiore), si sviluppò nel XIV-XV secolo, con i "borghi", ossia quartieri minori rispetto ai medievali "sestieri", e furono le colonie del Borgo Pacentrano, di Santa Maria della Tomba con Porta Napoli e l'ospedale dei Celestini, Sant'Agata e San Salvatore (il rione della chiesa del Carmine) e il rione di Porta Manresca.

### La domus di Largo Annunziata (Sulmona)
A proposito del complesso basilicale dell'Annunziata sul corso Ovidio, nell'area del palazzo del museo è stata rinvenuta una preziosa domus romana nello scavo del 1991. Al livello più basso i mosaici per lo stile fanno datare la casa al II secolo d.C., e la costruzione era dotata di un "impluvium" per l'acqua piovana. Su una parete si conserva anche un affresco in stile pompeiano, che ritrae la "hierogamia" tra Dioniso e Arianna e Pan ed Eros.

### Corfinium

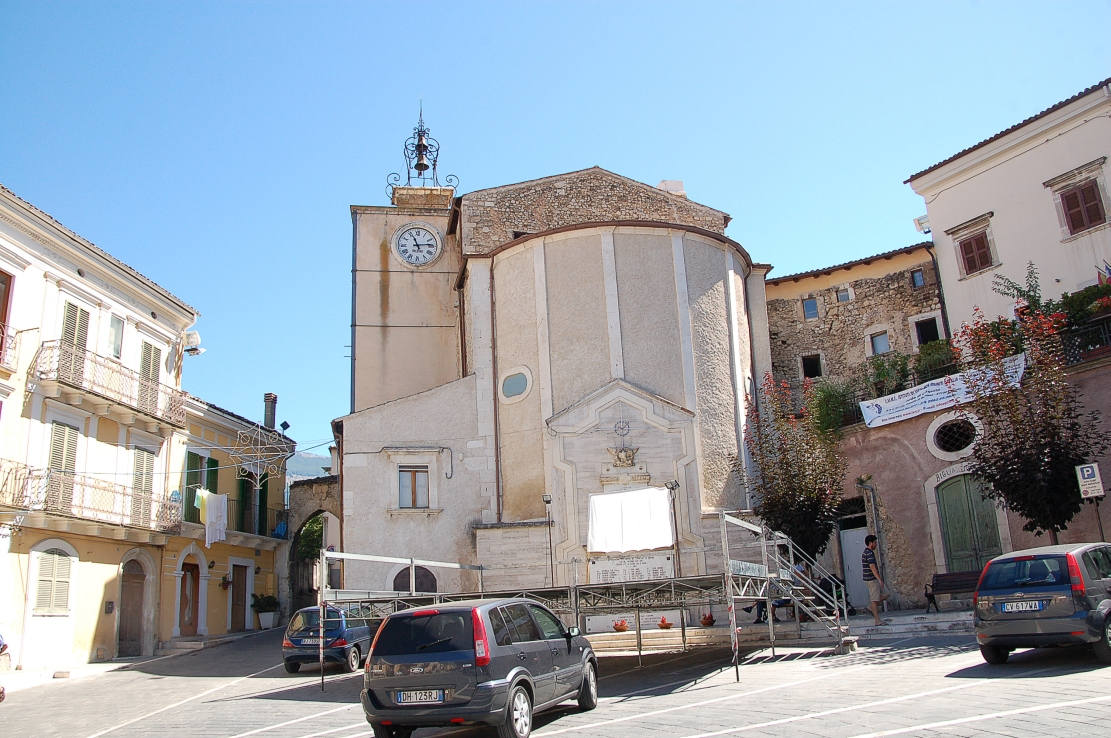
Piazza del Teatro Romano a Corfinio, con l'abside della chiesa di San Martino

La città di Corfinium, antica capitale d'Italia, nel I secolo d.C., dopo lo smantellamento del governo della "capitale Italica", e il passaggio di Giulio Cesare con le sue truppe nel 49 a.C. per ristabilire l'ordine, spento ogni sentimento di ribellione, nell'epoca imperiale divenne un importante centro della valle Peligna, insieme a Sulmona. Benché oggi sia difficile la lettura dell'area romana a causa della ricostruzione della cittadina nel Medioevo, in Piazza Corfinium è possibile vedere il semicerchio del teatro romano, che fu costruito sull'estremità orientale dell'arx di difesa. 
L'imperatore Claudio potenziò la viabilità mediante la via Claudia Nova, e ampliò la vecchia via Valeria. Nel II-III secolo d.C. tale fermento urbano non si estinse, e testimonianze epigrafiche lasciato intendere come la città fosse ancora in pieno sviluppo commerciale. Un grande complesso termale venne eretto da Sergio Cornelio Dolabella nel 113 d.C., e nello stesso periodo fu eretto un nuovo tempio per volere di Gneo Alfio Massimo, come si deduce dalle epigrafi. Presso la Basilica di San Pelino, che si trova fuori dal centro, si stagliano due monumenti funebri in pietra della Majella, detti "morroni", perché ricavati dal Monte Morrone, in origine rivestiti di travertino. Rappresentano insieme a quelli di San Benedetto dei Marsi un importante esempio dell'evoluzione della sepoltura abruzzese d'epoca italica, questa volta di stampo celebrativo, seguendo la forma del mausoleo. A causa dei saccheggi che Corfinio subì dal V secolo in poi è difficile dare una chiara lettura del manufatto, una torre è più grande dell'altra, disposta di un vano, dove si trovava la camera sepolcrale, mentre l'altra è più piccola. Presso questa si trova una lapide che ricorda la fierezza dell'antica Corfinium durante la guerra sociale, quando divenne la capitale dello stato dei Sanniti. 
Di interesse è anche l'area del teatro romano (visibile in Piazza Teatro), costruito nel I secolo, con diametro di circa 75 metri, e una capienza di 4000 posti. Scena e orchestra vennero distrutte nel V secolo circa, per utilizzare il materiale per la costruzione di chiese ed altri edifici, come testimonia la presenza della parrocchia di San Martino, addossata alla cavea.

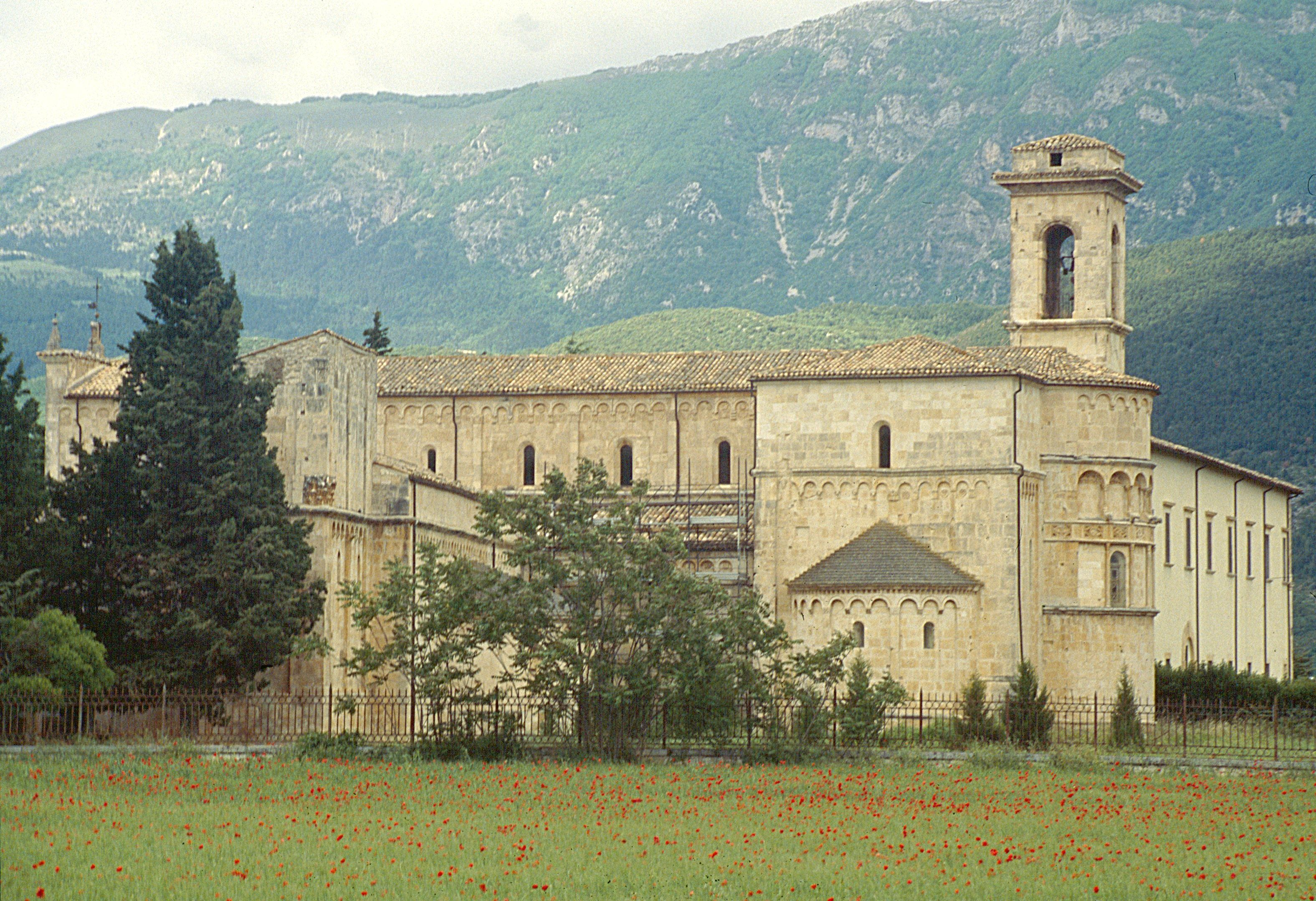
Basilica di San Pelino, che sorge sopra degli edifici romani

### Ocriticum
Il villaggio di Ocriticum fu costruito in località Iovis Larene di Cansano, come testimonia anche la "Tabula Peutingeriana", poco distante da Sulmona. Di fondazione italica, il primitivo villaggio era caratterizzato dall'abitato e una necropoli (IV secolo a.C.). Un terremoto verificatosi in età adrianea nel II secolo d.C. danneggiò irreparabilmente il villaggio, che si spopolò lentamente fino all'abbandono nel VI secolo. Quel che è possibile leggere di questo villaggio sono i templi maggiori, uno d'epoca italica (IV sec a.C.) dedicato ad Ercole, e l'altro del I secolo, dedicato a Giove, provvisti di recinto protettivo.
Nella Marsica, ad Alba Fucens esemplare è l'anfiteatro romano del I secolo d.C., che presenta due porte di ingresso, una a taglio della cinta muraria da sud, e l'altra posta verso l'interno della città a nord. 
Ha forma ellittica, scavato sul fianco dell'altura di San Pietro, avente l'asse minore 40x69 metri e l'asse maggiore 95x80 metri. Sull'arco della porta nord è presente un'iscrizione che indica il nome del committente, sul lato sinistro p stata rinvenuta una villa che ha la particolarità di essere stata tagliata al momento della costruzione del monumento. Presso San Benedetto dei Marsi nel I secolo d.C. fu realizzato il complesso termale con domus, che oggi si trova nel cuore del nuovo centro cittadino, dove si trova ancora il calidarium con il pavimento mosaicato in tessere bianche e nere. A Magliano de' Marsi invece si trova la preziosa presunta tomba del re Perseo di Macedonia, morto nel 168 a.C. per mano violenta nella prigione di Alba Fucens. Il sepolcro si trova lungo l'antica via Tiburtina ai piedi di Magliano, e del fasto originario poco rimane, poiché danneggiata dal tempo e dall'uomo. Doveva avere un aspetto circolare con copertura a cappuccina in sassi, e dei vani interni accessibili da archi. Di recente è stata affissa una targa che spiega meglio i misteri del manufatto.

### Renovatio di Teate Marrucinorum

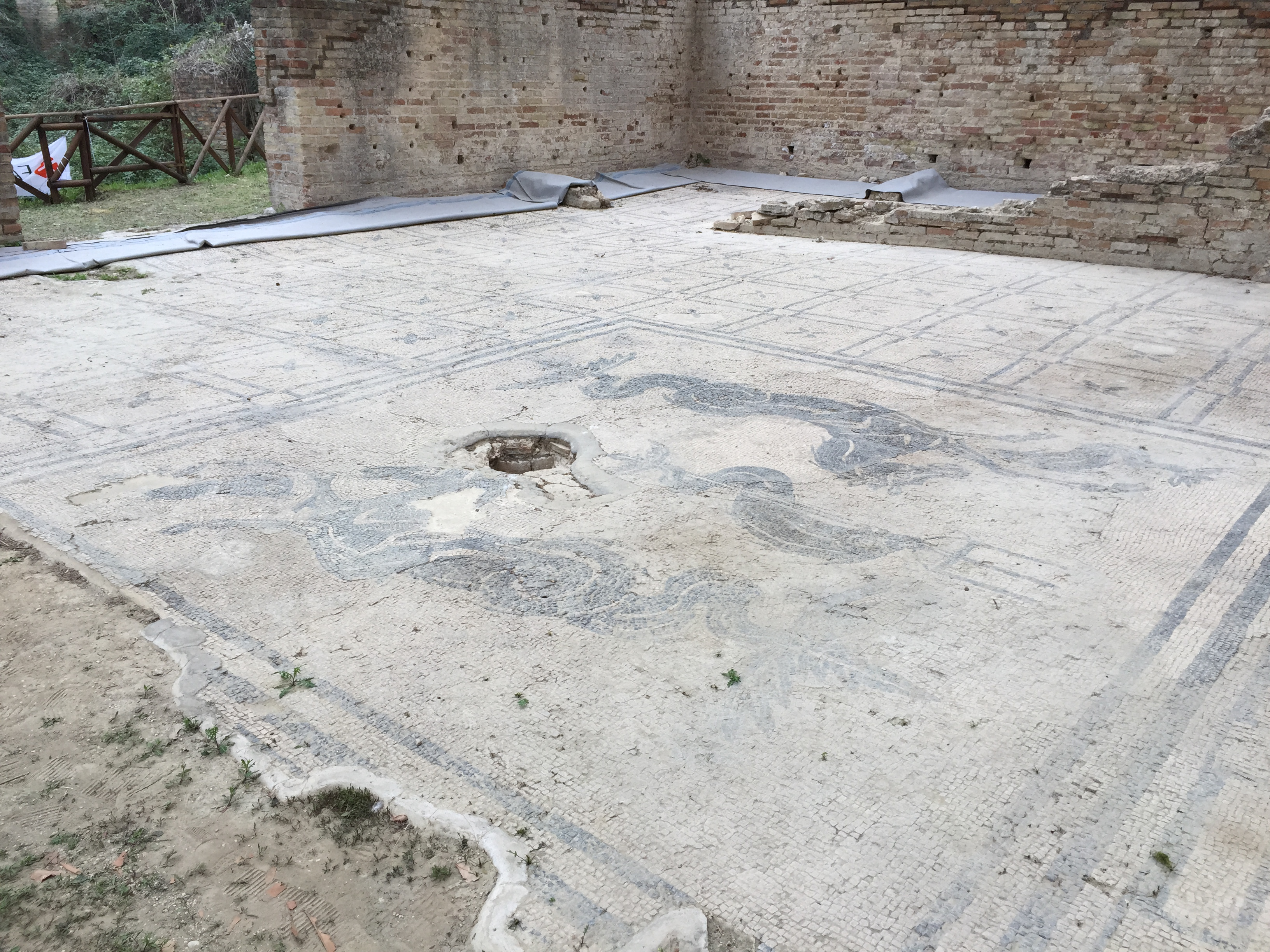
Mosaico delle terme romane di Chieti

Durante il processo di romanizzazione della città dei Marrucini, l'esempio migliore è dato dalla munificenza della famiglia di Marco Vezio Marcello, la cui presenza è attestata dalla lapide del restauro del complesso dei Templi Romani, o Giulio-Claudi. Detti anche "tempietti di San Paolo", perché nel VII secolo vi fu ricavata la chiesa dei SS. Pietro e Paolo, seguendo lo stesso esempio della chiesa di San Pietro ad Alba Fucens (ricavata dal tempio di Apollo), sono stati individuati con certezza da Desiderio Scerna con gli scavi degli anni '20 del XX secolo, quando la chiesa di San Paolo fu sconsacrata e liberata delle costruzioni successive.Nel 1997 durante i lavori di sventramento del quartiere San Paolo, fu riportato un ulteriore ambiente ipogeo. Si tratta del luogo di culto più antico di Chieti, ed è composto da tre tempietti limitrofi, più un pozzo sacro. 

#### I tempietti Giulio-Claudi di Chieti

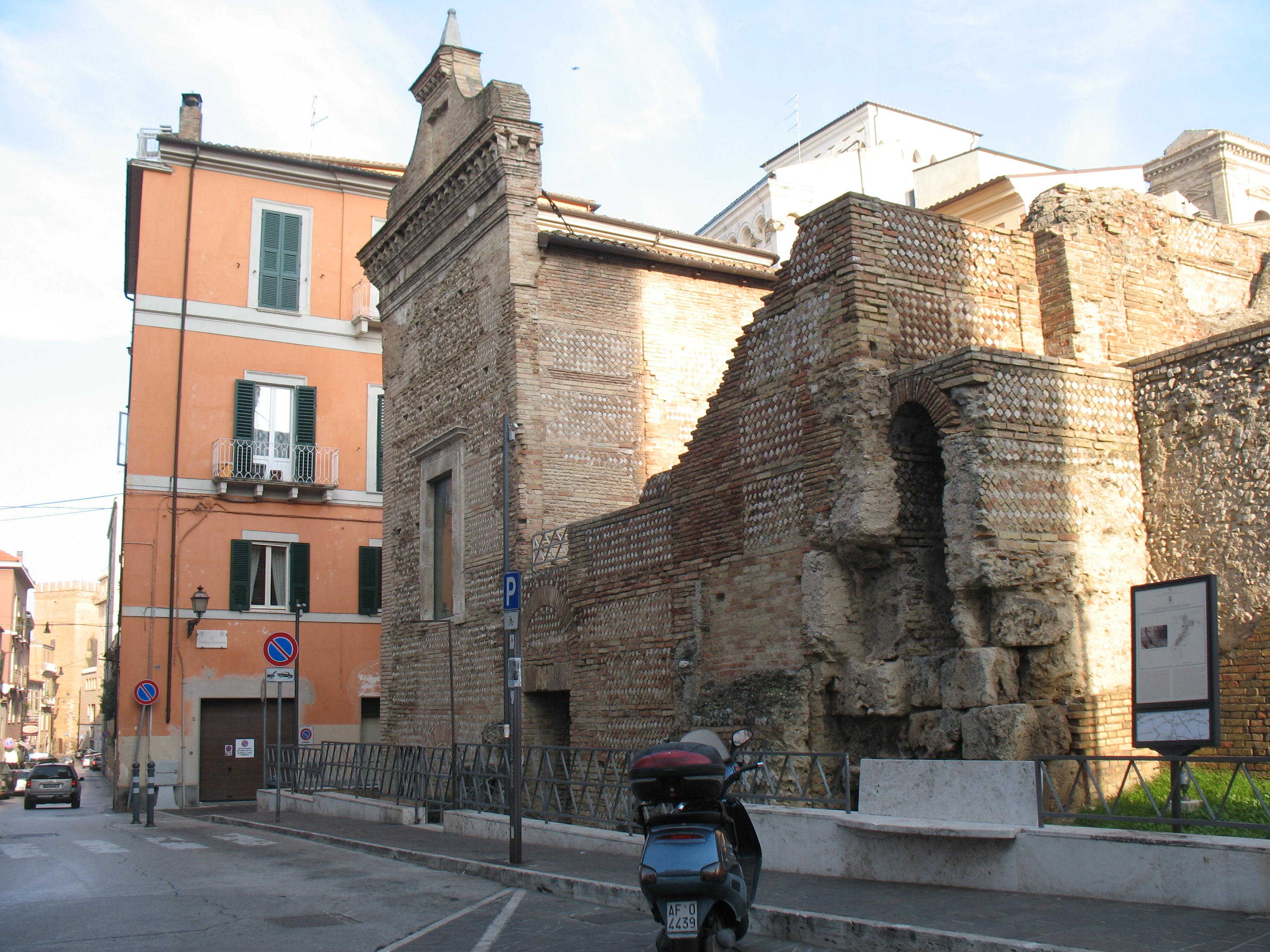
Il complesso dei templi di Chieti

I primi due constano di cella con pronao e cripta, mentre l'ultimo è costituito semplicemente da cella e cripta. Alcuni elementi fanno ipotizzare che siano stati costruiti esattamente nel I secolo a.C., con le mura in calcestruzzo del primo e secondo tempio, e l'suo dell'opus reticulatum per il restauro dei Vezii. Il terzo tempio appare più tardo, del III secolo d.C., quando a Teate la vecchia triade italica degli Dei sopra la Civitella venne definitivamente sostituita dal foro romano, con il completamento dei santuari della Triade Capitolina di Giove, Giunone e Minerva. Tuttavia le fondamenta di questo terzo tempio lasciano comprendere che un edificio sacro del IV secolo a.C. doveva esistere. Nel vano del secondo tempio c'è un pozzo sacro profondo 38 metri, nei vani delle cripte si sono conservate delle monete, frammenti scultorei, busti, pietre sepolcrali e iscrizioni.
Il fronte dei tre templi è rivolto verso sud-est, l'antico foro, anticamente vi era un quarto tempio, dove oggi si trova il Palazzo delle Poste, e aveva pianta rettangolare del quale si può ammirare solamente la parte della cella in opus mixtum, con resti del pavimento in lastre di marmo. L'intervento restaurativo di Vezio Marcello e di Elvidia Priscilla si può leggere sull'iscrizione del frontone del tempio maggiore di Castore e Polluce, il più conservato, perché trasformato nella chiesa di San Paolo. Ha impianto rettangolare con facciata a coronamento orizzontale dal frontone con iscrizione ed architrave curvilinea, di epoca più tarda. Le finestre create sia sui lati che sull'abside, poi murate, sono rimaneggiamenti dell'epoca cristiana. Il materiale è in opus reticulatum. Un altro pozzo sacro si trovava in "Largo del Pozzo", oggi Piazza Giangabriele Valignani, e sorgeva dove oggi si trova la fontana luminosa.

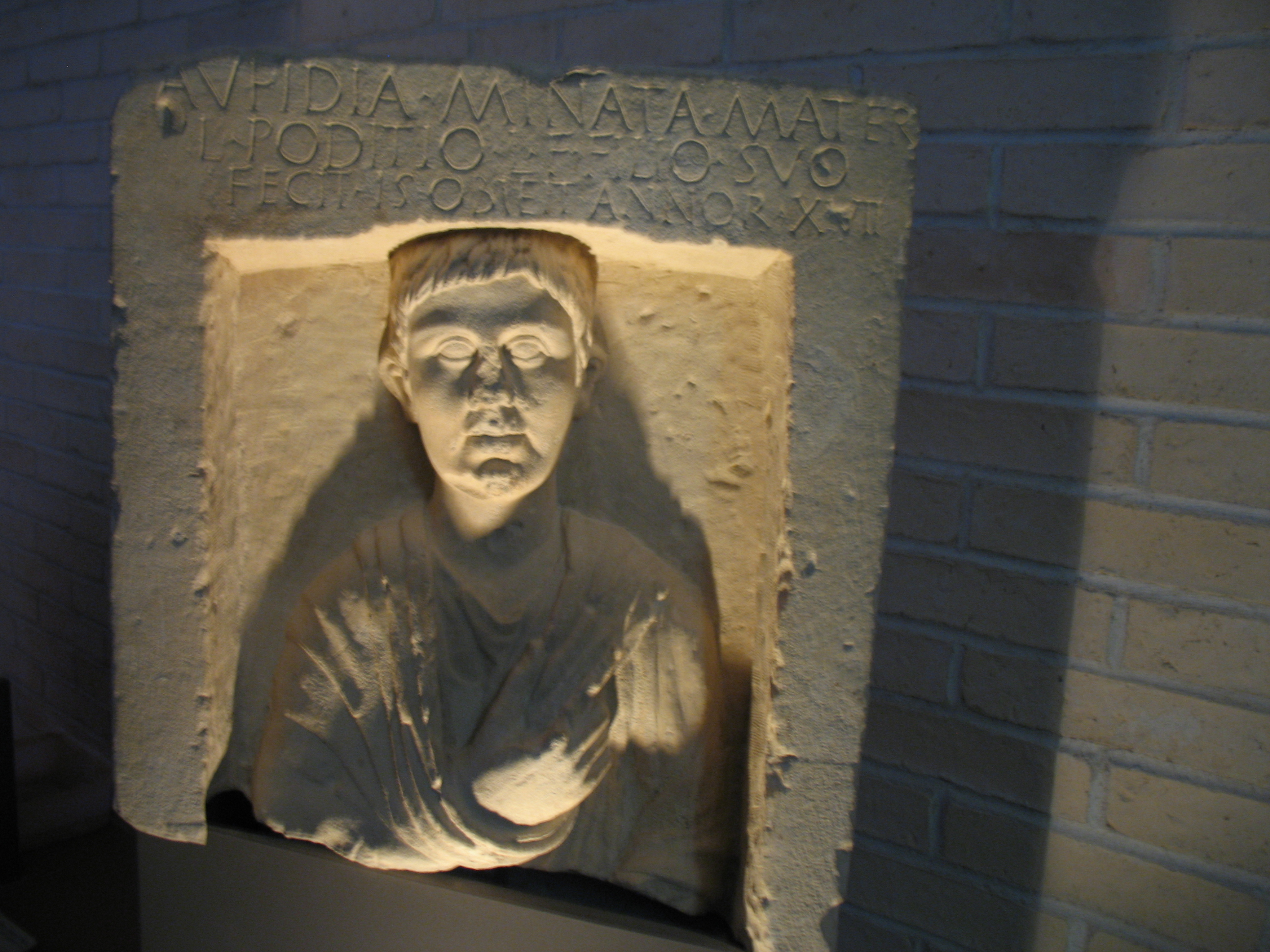
Altorilievo d'epoca romana conservato nel Museo "La Civitella" di Chieti

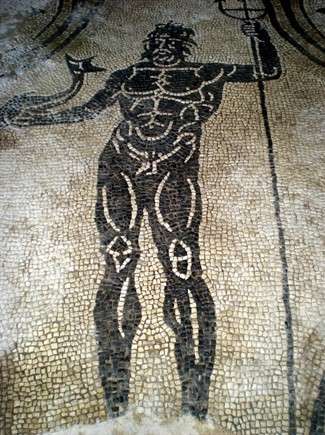
Mosaico del Nettuno nel complesso delle terme romane di Sant'Antonio

### Renovatio di Histonium
Dopo l'esempio del Ponte di Diocleziano di Lanciano, la seconda città frentana che beneficiò maggiormente dell'influenza romana fu Vasto, ossia "Histonium". Già dal XVIII secolo diversi ritrovamenti hanno costituito delle vere e proprie collezioni di lapidi e vasellame, che nel XIX hanno composto, per via di Luigi Marchesani un primo museo civico. Nell'ambito religioso, lo storico Marchesani scoperse una necropoli romana che si trovava lungo la direttrice di viale Incoronata. Giungendo verso la città, le tombe si dispongono lungo i lati, settentrionale e occidentale, e una via lastricata che forse scendeva al mare, presso la chiesa di Santa Maria delle Grazie. La zona del sepolcreto urbano corrisponde a via Crispi e via Roma sud, il vallone di San Sebastiano e la chiesa della Madonna delle Grazie da est, dove sono stati ritrovati tegoloni e pavimenti musivi, e nuclei colombari presso il complesso di Santa Lucia e la cappella del Soccorso. 
Da San Sebastiano le tombe prendono orientamento verso est-ovest, per assumere uno nord-sud, e proseguono passando per Piazza Diamante fino a Piazza Barbacani, dove si hanno i ritrovamenti più abbondanti. Il tipo di sepoltura è a inumazione, mentre l'incinerazione è più rara, la tipologia più diffusa nelle tombe è quella a tegoloni, con copertura a cappuccina. Delle tombe monumentali, come il sarcofago di tal P. Paquius Sceva, si trovano vari esemplari nella zona Madonna del Soccorso, come pavimenti musivi nella zona Madonna delle Grazie, e quelli in opus spicatum con il colombario in contrada Santa Lucia.

#### I templi e terme di Histonium
Al livello monumentale, dei templi si conserva poco, poiché vennero distrutti nel IX secolo circa, durante il saccheggio longobardo del conte Aymone di Dodona, e successivamente vi vennero erette delle chiese, come l'esempio di San Pietro sopra il tempio di Giunone. Il complesso termale rinvenuto nell'ex convento dei Francescani di Sant'Antonio di Padova è di estremo interesse, e fu scoperto nel 1973. Nel 1997 fu scoperto un altro pavimento termale a mosaico presso la chiesa della Madonna delle Grazie, a poca distanza dl complesso francescano, quello più famoso, detto "del Nettuno" per la figura divina ritratta, insieme al corteo delle Nereidi.
L'ampiezza del pavimento è di 200 metri quadri, ed ha molte somiglianze con i mosaici di Ostia antica, Pompei: la figura centrale è quella di Nettuno che regge il tridente nella sinistra, e nella destra tiene un delfino, elementi riconducibili alla classica mitologia. Vi appaiono anche figure femminili, le Nereidi, che compongono il corteo, una figura maschile che cavalca un mostro marino e vari motivi floreali e geometrie culminanti a tridente, che costituiscono il corredo della cornice del pavimento, a tessere bianco-nere.I pavimenti termali di Vasto risalgono al II secolo d.C., e fanno parte del progetto di ristrutturazione urbana romana, come l'esempio dell'anfiteatro seminterrato sotto Piazza Rossetti, e gli acquedotti romani sotterranei del quartiere Guasto d'Aimone. 
Di questi si menzionano l'acquedotto delle Luci e del Murello. Il primo è in laterizio, aveva origine a sud della città, non lontano dalla chiesetta di Sant'Antonio abate e giungeva nella parte bassa dopo un percorso di 4 km, immettendosi nelle cisterne di Largo Santa Chiara (dove si trovava sino al 1933 il convento delle Clarisse), di cui restano due tronconi superstiti, per totale di 12 cisterne sotterranee e nove ambienti in laterizio. Il primo giace sotto Piazza Marconi, via Moschetto e Piazza del Mercato Santa Chiara, il secondo è sotto l'isolato compreso tra via Cavour, via De Amicis e Piazza Marconi. L'acquedotto Murello in parte sopraelevato, e in parte interrato, era in laterizio, e proveniva da nord, passando per Corso Garibaldi, attraverso via Murello, insinuandosi sotto la distrutta chiesa di San Giovanni di Malta (nelle vicinanze della chiesa del Carmine), proseguendo per Corso Dante, alimentando la cisterna di via Tacito, uscendo sotto via Laccetti, per giungere in Piazza Caprioli e in via Barbarotta. Fino al '500 nel piano delle Cisterne vi era un collo con colonnetta ad arco, dove scorreva l'acqua, a mo' di fontana.

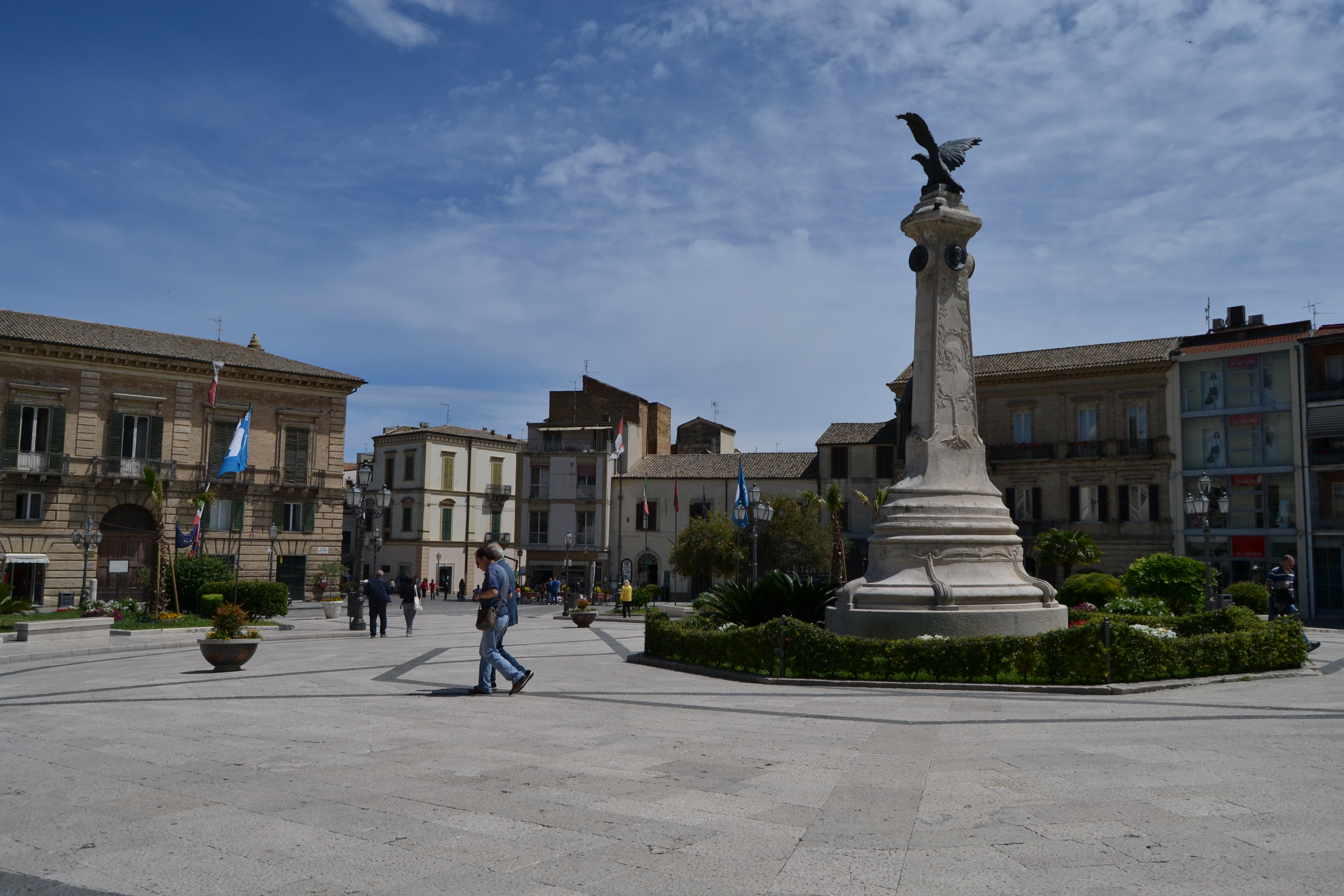
Piazza Rossetti di Vasto, che anticamente corrispondeva all'area dell'anfiteatro

#### L'anfiteatro di Histonium e l'urbanistica
Per l'anfiteatro romano che stava in Piazza Rossetti (anticamente la piazza della fiera), interessante è la "via Naumachia" posta accanto alla chiesa di San Francesco di Paola, e originalmente ubicata dentro il manufatto, che era alimentata dai canali sotterranei che vi introducevano l'acqua per farvi galleggiare navi per le battaglie. Altre condotte idriche furono rinvenute nel rione denominato via Lago, dove nel 1614 furono ritrovati il muro e le condotte con sezione in direzione verso le chiese di San Giovanni e San Pietro. Questi acquedotti furono usati sino al 1926, quando venne costruito il moderno acquedotto del Sinello, e non sempre venne mantenuti con regolarità, dato che, a causa delle numerose rotture dei canali, la città alta fu soggetta a numerose frane e smottamenti, soprattutto nell'Ottocento.

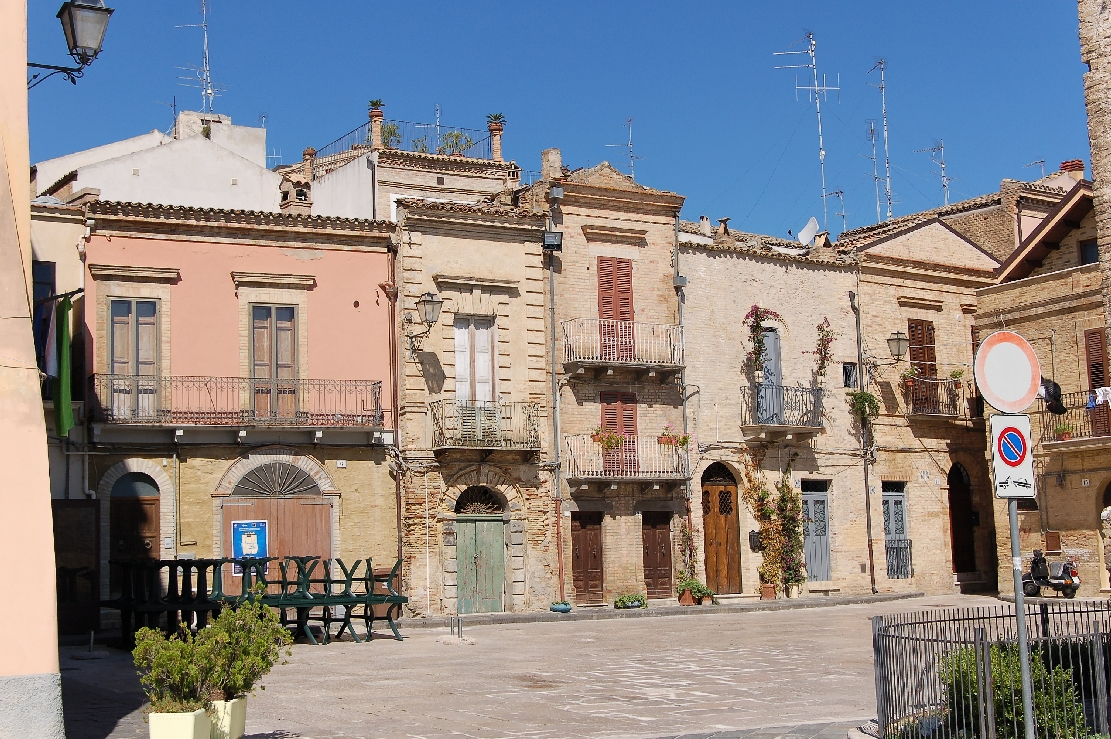
Case di via Adriatica. Scavi archeologici hanno confermato che la maggior parte delle abitazioni del rione Guasto d'Aymone, ossia quello costruito sopra la romana Histonium, hanno basamento romano, così come il sistema viario di questa zona storica è molto diversa da quello del Guasto Gisone: il primo è a scacchiera con cardi e decumani (Corso Dante e Corso Plebiscito), mentre il secondo è tipico del Medioevo, con stradine ricurve che terminano in piazzette, e avvolgono la mole della chiesa di Santa Maria Maggiore

Per quanto riguardava l'architettura sacra, s'è scoperta nel rione Guasto d'Aymone la "valle dei Templi", dove sorgevano i santuari di Bacco, Giove Capitolino, Cerere, sopra cui fu costruita la chiesa di San Pietro.

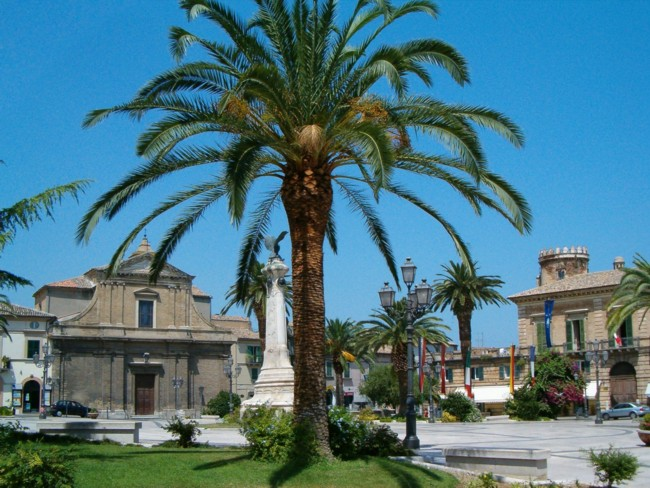
Piazza Rossetti: in vista la chiesa di San Francesco di Paola, con l'attigua via Naumachia. Gli storici hanno ipotizzato che in vista dell'anfiteatro della piazza, la via fosse la condotta da cui veniva fatta scorrere l'acqua per inondare la struttura, e inscenare battaglie navali all'epoca romana

Noto poeta abruzzese, dopo Publio Ovidio Nasone, nato a Sulmona, fu anche Lucio Valerio Pudente, di cui presso il museo archeologico resta una testa in marmo. Dall'iscrizione sul manufatti si apprende che Lucio a soli 13 anni, nel 106 d.C., gareggiando nel sesto agone sacro di Giove Capitolino, per voto unanime della giuria vinse il primo premio per la poesia. Scopo del certame era quello di emulare i grandi letterati che provenivano dalle province per entrare in un'accademia poetica. A 45 anni Lucio Valerio fu nominato con decreto di Antonino Pio curatore della Imposte, e controllore imperiale dell'amministrazione finanziaria del municipio di Aesernia, con l'incarico di soprintendere all'amministrazione delle rendite e dei possedimenti pubblici.

### Interamnia Praetuttiorum

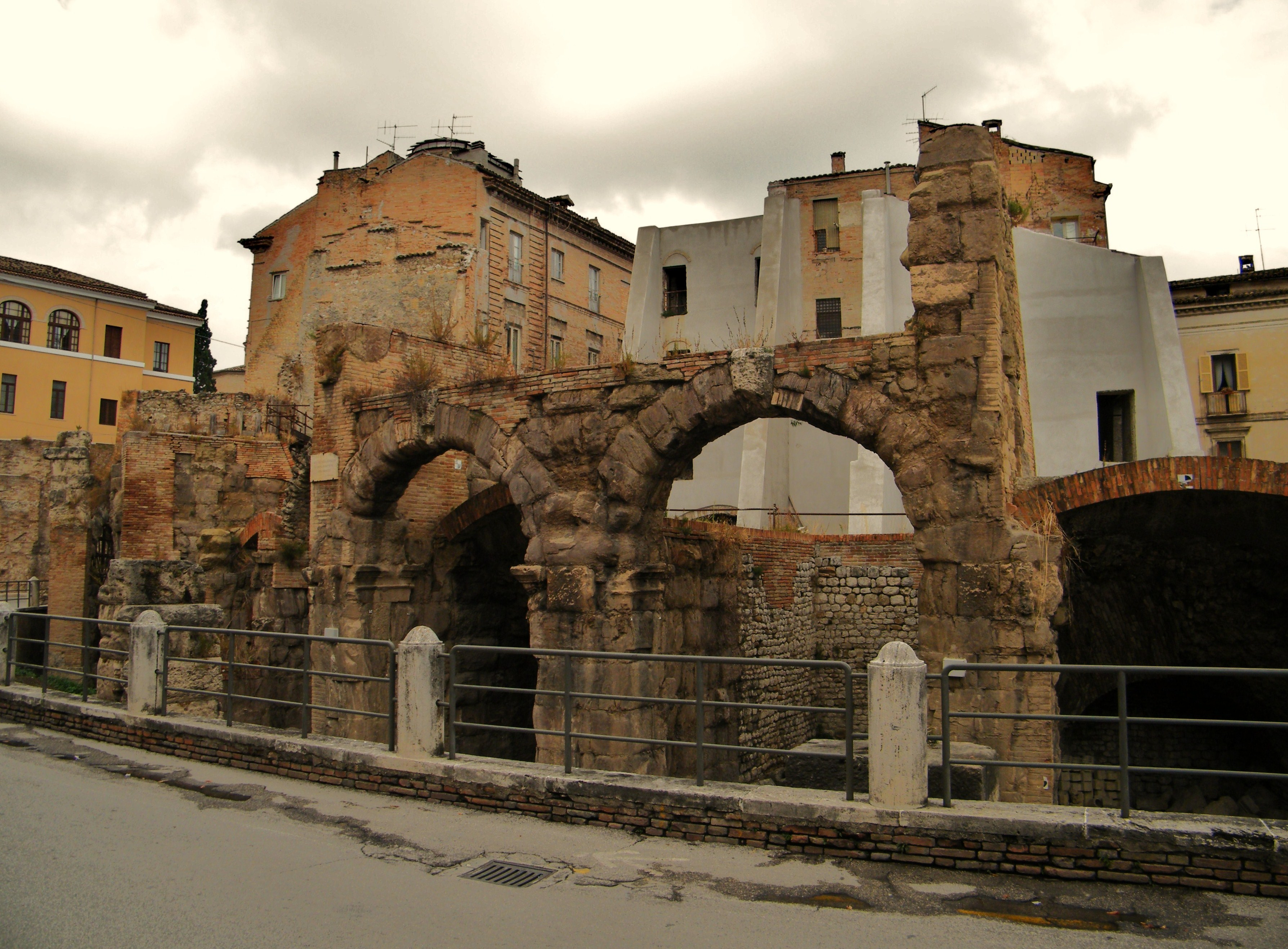
Il teatro romano di Teramo

La città di Interamnia Praetutiorum (Teramo) insieme alla subregione dell "Aprutium", da cui il nome Abruzzo, non fu compresa nella Regione IV del Sannio, ma nella Regio V dei Piceni, insieme a Castrum Novum, ossia Giulianova ed Hadria (Atri), che dette i natali all'imperatore Elio Adriano. La città capitale dei Pretuzi nel corso del I secolo a.C., fino alla prima età imperiale, subì anch'essa la romanizzazione architettonica, e sono tantissimi gli esempi conservati, come l'anfiteatro romano di Teramo, dove oggi sorge il Seminario Vescovile, poi il teatro romano, tra i più conservati della regione, e varie domus scoperte nei sotterranei dei palazzi settecenteschi, come la domus e mosaico del Leone di Palazzo Savini, la domus di Porta Carrese, la domus col mosaico di Bacco, e la domus di Largo Torre Bruciata. Il teatro romano fu innalzato nel settore occidentale della città, all'interno delle mura, lungo la direttrice del decumano di Corso Vecchio, oggi Corso De Michetti, diverticolo della via Cecilia. 

#### L'anfiteatro romano
La costruzione fu condizionata dall'orografia, infatti l'esistenza di un pendio naturale al quale si addossarono l'ima e la media cavea spiega l'accecamento delle ultime tre arcate occidentali. Il piano originario del monumento si trova a metri 2,50 sotto l'attuale calpestio. Dal corridoio si dipartivano 21 settori radiali a cuneo, le gradinate della cavea che avevano un diametro di 78 metri potevano accogliere circa 3600 spettatori, rette da una struttura in opera cementizia, con pietre di fiume nei paramenti, racchiusa da un doppio anello di pilastri. Della cavea è stato scavato il tratto orientale, assieme a poco meno della metà del pulpitum lungo 43 metri che presenta una fronte rettilinea alta circa 1,30 metri, e articolata in due nicchie rettangolari laterali, e tre circolari mediane. Per quanto riguarda la decorazione delle partizioni architettoniche, è stato usato il marmo, l'orchestra è pavimentata di marmo bianco, nel pulpitum è nella decorazione della fronte scenica, con marmo policromo.

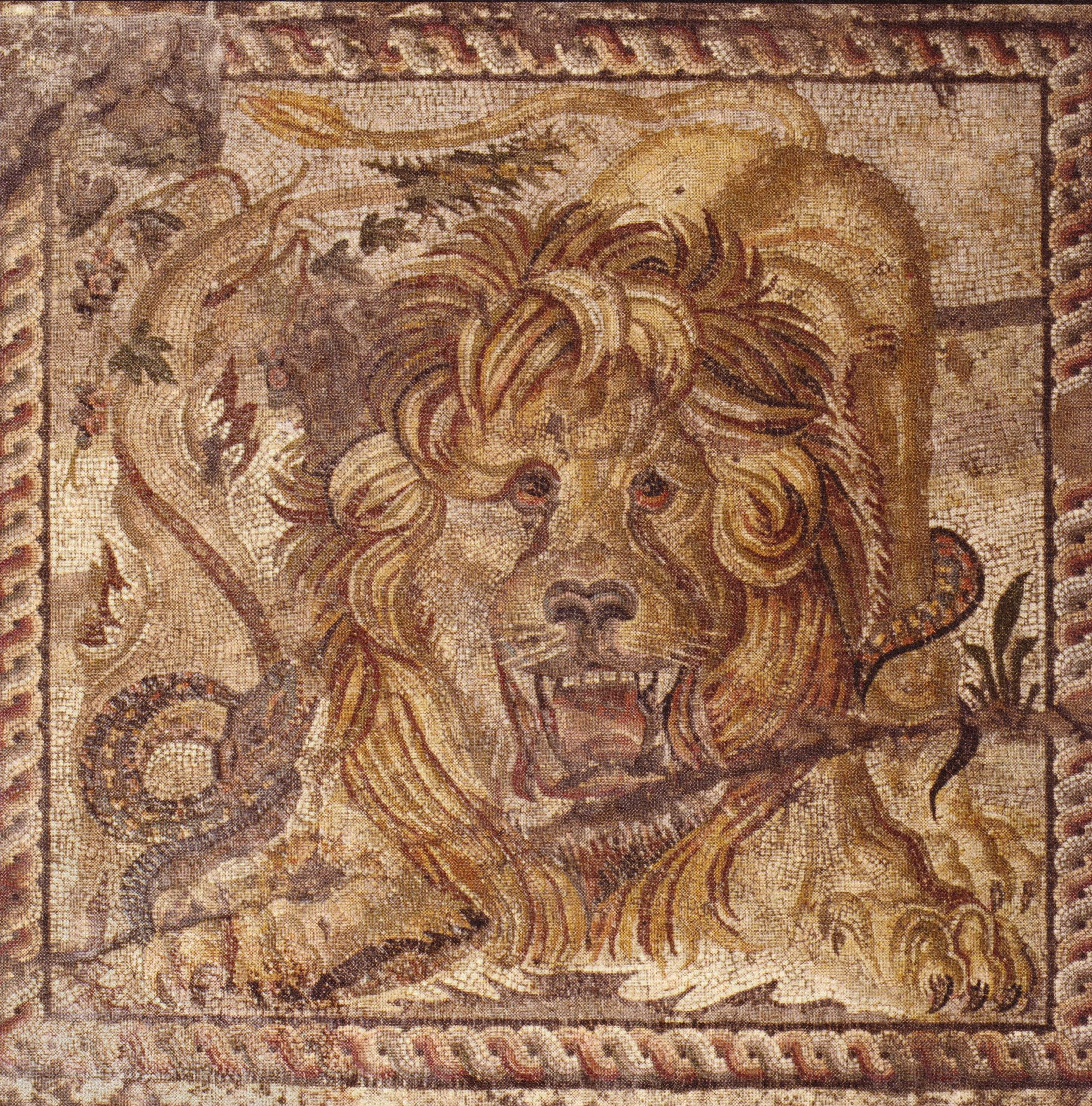
Il mosaico del Leone nella domus di Palazzo Savini a Teramo

#### Le domus di Interamnia: Largo Torre Bruciata
Oltre al teatro di Largo Torre Bruciata, costruita nel II secolo d.C., da cui nel VI secolo fu ricavata l'antica Cattedrale di Santa Maria Aprutiensis, che successivamente nel XII secolo diventerà la chiesa di Sant'Anna dei Pompetti. Attraverso la domus si accede nell'atrio, il cui pavimento lungo circa 10 metri, è realizzato in opus sculatum, cioè con pezzetti di pietra e marmo di diversi colori e formati, inseriti in uno sfondo bianco per formare decorazioni, a tessere bianche e nere disposte a motivo romboidale. Al centro della stanza si trova l'impluvium, per raccogliere l'acqua piovana. Il mosaico teramano di maggior interesse è quello "del Leone" nel seminterrato di Palazzo Savini, realizzato nel I secolo d.C. con minutissimi tasselli apposti su lastre di marmo, che poi veniva inserito in un tessellato più esteso. La bestia è ritratta in primo piano mentre ghermisce un serpente, nel mosaico le tessere dello sfondo sono quadrangolari, allungate quelle dei baffi, tonde quelle della pupilla e dell'iride; i colori usati sono l'arancio e il grigio verde nelle loro diverse gradazioni. La scena è dominata dalla testa del leone con le fauci spalancate e la folta criniera, tipico dell'esempio pompeiano. La cornice è decorata da ghirlande pompose e maschere.

### Ritrovamenti nell'agro pretuziano
Nell'area teramana vari sono stati i ritrovamenti di santuari, necropoli e templi d'epoca romana, come quelli di Basciano e Penna Sant'Andrea, nonché il tempio di Ercole di Montorio al Vomano. ma tra queste strutture molto interessante risulta la presunta "casa di Ponzio Pilato" a Bisenti, la cui tradizione voglia che fosse di origini abruzzesi. La casa si trova appena fuori dal centro storico, e le varie ipotesi che appartenesse all'epoca del primo impero si basano sulla presenza dell'impianto idrico a qanat, uguale a quello di Gerusalemme, che prendeva le acque dal Monte Atam, fatto costruire secondo lo storico Giuseppe Flavio proprio da Pilato. Secondo la leggenda Pilato, dopo la sua attività a Gerusalemme, sarebbe tornato in Abruzzo, e prima di essere esiliato avrebbe fatto costruire un nuovo acquedotto simile al qanat di Gerusalemme. L'edificio oggi conserva poco dell'aspetto romano, se non l'impluvium e il sistema idrico sotterraneo, poiché nel passare dei secoli è stato modificato, tanto che oggi si presenta con aspetto Medievale. Nel lato nord si notano ciottoli con basamento del vestibolo dell'antica domus, presso la Fonte Vecchia di Bisenti si troverebbero delle tracce del canale qanat, che in pratica avrebbe attraversato tutto l'abitato seguendo la direttrice sud-est dalla casa di Pilato.